# Isaac Asimov
Isaac Asimov [ájzek asímov-] (IPA /ˈaɪzək ˈæzɪmˌɔf/, rusko А́йзек Ази́мов: Ájzek Azímov, izvirno Isak Judovič Azimov (Исаа́к Ю́дович Ази́мов), ameriški biokemik in pisatelj ruskega rodu, * okoli 2. januar 1920, Petroviči, Smolenska gubernija, Sovjetska zveza (sedaj Smolenska oblast, Rusija), † 6. april 1992, Manhattan, New York, zvezna država New York, ZDA.
Asimov je najbolj znan kot popularizator znanosti in pisec znanstvene fantastike. Že za časa življenja je v angloameriški literarni tradiciji veljal za enega od »velike trojice« piscev ZF, v katero prištevajo še Roberta Ansona Heinleina in Arthurja Charlesa Clarkea. Od leta 1979 je bil redni profesor biokemije na Medicinski šoli Univerze v Bostonu. Bil je plodovit pisatelj in je napisal ali uredil več kot 500 knjig. Napisal je tudi približno 90.000 pisem in razglednic. Najbolj je znan po svoji trdi znanstveni fantastiki. Večkrat je prejel nagradi hugo in nebula. Pisal je tudi misterijo in fantazijo (detektivke, humor) pa tudi poljudnoznanstveno (na najrazličnejših področjih – od astronomije, kemije, matematike in genetike do zgodovine, svetopisemske eksegeze in literarne kritike) in drugo neleposlovje. Večina njegovih poljudnoznanstvenih knjig pojasnjuje koncepte na zgodovinski način, pri čemer sega čim dlje v čas, ko je bila obravnavana znanost na najpreprostejši stopnji. Zgledi vključujejo Vodnik po znanosti, tri zvezke Razumevanje fizike in Kronologijo znanosti in odkritij Asimova. Nekateri izrazi iz njegovih del – robotics (robotehnika, robotika),  positronic (pozitronski), psychohistory (psihozgodovina, veda o vedénju velikih skupin ljudi) – so se trdno uveljavili v angleščini in drugih jezikih.
V enem od svojih nagovorov bralcem je humanistično vlogo znanstvene fantastike v sodobnem svetu formuliral takole: »Zgodovina je prišla do točke, ko človeštvu ni več dovoljeno sovraštvo. Ljudje na Zemlji bi morali biti prijatelji. To sem v svojih delih vedno poskušal poudariti ... Mislim, da ni mogoče doseči, da bi se imeli vsi ljudje med seboj radi, želel pa bi uničiti sovraštvo med ljudmi. In povsem resno verjamem, da je znanstvena fantastika eden od členov, ki pomaga združevati človeštvo. Problemi, ki jih postavljamo v znanstveni fantastiki, postanejo pereči problemi vsega človeštva ... Pisec znanstvene fantastike, bralec znanstvene fantastike, znanstvena fantastika sama služi človeštvu.«
Njegovo najbolj znano delo je serija Temelji, katere prve tri knjige so leta 1966 osvojile enkratno nagrado hugo za »najboljšo serijo vseh časov«. Njegovi drugi večji seriji sta Galactic Empire in Robot. Romani Galactic Empire so postavljeni v veliko zgodnejšo zgodovino istega izmišljenega vesolja kot serija Foundation. Kasneje je s Foundation and Earth (1986) to oddaljeno prihodnost povezal s serijo Robot in za svoja dela ustvaril enotno »zgodovino prihodnosti«. Napisal je tudi več kot 380 kratkih zgodb, vključno s socialnofantastično novelo »Nightfall«, ki jo je leta 1964 zruženje Ameriški pisci znanstvene fantastike (SFWA) izbralo za najboljšo kratko znanstvenofantastično zgodbo vseh časov. Asimov je napisal serijo mladinskih znanstvenofantastičnih romanov Lucky Starr pod vzdevkom Paul French.
Bil je predsednik Ameriškega humanističnega združenja (AHA). V njegovo čast so poimenovali več entitet, vključno z asteroidom (5020) Asimov, kraterjem na Marsu, osnovno šolo K099 v Brooklynu, Hondinim humanoidnim robotom ASIMO in štirimi literarnimi nagradami.

## Priimek
Obstajajo tri zelo preproste angleške besede: 'has', 'him' in 'of'. Sestavite jih takole – 'has-him-of' in povejte na običajen način. Zdaj izpustite dva h in ponovite in imate »Asimov«.— Asimov, 1979:12
Priimek Asimova izhaja iz prvega dela besedne zveze озимый хлеб (ozímyj hleb), kar pomeni 'zimski kruh' (natančneje '(zimski) rženi kruh' in izgovorjeno kot [azímij ~] – nenaglašeni 'o' pred naglasom se običajno v ruščini praviloma izgovarja kot 'a'), s katerim se je ukvarjal njegov praprapraded, z dodano rusko patronimično končnico -ov.:8, 10–11 Asimov se v cirilični abecedi zapiše kot Азимов.:11 Ko je družina leta 1923 prispela v ZDA in je bilo treba njihovo ime črkovati v latinični abecedi, ga je njegov oče črkoval s 's', saj je verjel, da se ta črka izgovarja kot 'z' (kot v nemščini), in tako je nastal »Asimov«.:11 To je kasneje navdahnilo eno od njegovih kratkih zgodb »Spell My Name with an S«.:243
Drugače Asimov velja za judovski priimek turško-tatarskega izvora z rusko pripono -ov.
Asimov je zavrnil prve namige o uporabi običajnejšega imena kot psevdonima, saj je menil, da je njegova prepoznavnost pomagala njegovi karieri. Ko je postal slaven, je pogosto srečeval bralce, ki so verjeli, da je »Isaac Asimov« značilen psevdonim, ki ga je ustvaril avtor z običajnim imenom.

## Življenje
Imel sem dobro življenje in dosegel sem vse, kar sem želel, in več, kot sem imel pravico pričakovati.— Asimov, 1990

### Zgodnje življenje
Asimov se je rodil v Petrovičih v Ruski SFSR na neznan datum med 4. oktobrom 1919 in vključno 2. januarjem 1920. Rojstni dan je praznoval 2. januarja.
Ne vem točnega datuma svojega rojstva. Rodil sem se v Rusiji kmalu po revoluciji – vladal je kaos, nihče ni nikogar prijavil in kljub dejstvu, da imam seveda rojstni dan, sploh nisem prepričan, da sem se rodil na ta dan.— Asimov, 
Njegova starša sta bila Ana-Rahil Isakovna Berman (Anna Rachel Berman-Asimov, 1895–1973) in Juda Aronovič Azimov (Judah Asimov, 1896–1969). Predstavljala sta družino ruskih judovskih mlinarjev. Ime Isak (Isaak, Izak) je dobil po materinem očetu Isaku Bermanu (1850–1901).:8, 22, 30 O svojem očetu je zapisal: »Moj oče kljub vsej svoji izobrazbi kot ortodoksni Jud v svojem srcu ni bil ortodoksen«, pri čemer je opozoril na to, da »ni recitiral nešteto molitev, predpisanih za vsako dejanje, in nikoli ni poskušal naučiti me jih.«:§ 5
Leta 1921 so Asimov in 16 drugih otrok v Petrovičih zboleli za dvojno pljučnico. Preživel je samo Asimov.:4 Kasneje je imel sestro Marcio (rojeno Manya; 17. junij 1922 – 2. april 2011) in brata Stanleyja (25. julij 1929 – 16. avgust 1995), ki je bil podpredsednik dnevnika Long Island Newsday.:661
Družina Asimova je odpotovala v ZDA preko Liverpoola na čezoceanski ladji Združenega kraljestva RMS Baltic in prispela 3. februarja 1923,:40–41 ko je bil star tri leta. Njegova starša sta z njim govorila jidiš in angleško. Ruščine se ni nikoli učil. Starša sta jo uporabljala kot skrivni jezik, »ko sta se želela zasebno pogovoriti o čem, česar moja velika ušesa niso smela slišati. Če bi žrtvovala to trivialno željo po zasebnosti in bi z menoj govorila v ruščini, bi jo mimogrede vsrkal kot spužvo in imel drugi svetovni jezik. Dobro bi bilo znati jezik Puškina, Tolstoja in Dostojevskega. [Toda] dovolite mi moj predsodek: zagotovo ni jezika, ki je veličastnejši od jezika Shakespearea, Miltona in Svetega pisma kralja Jakoba, in če naj imam en jezik, ki ga poznam, kot ga zna samo domačin, se imam za neverjetnega srečneža, da je to angleščina.«:7:12 Ko je odraščal v Brooklynu v New Yorku, se je Asimov sam naučil brati pri petih letih (pozneje pa je brati naučil tudi svojo sestro, kar ji je omogočilo, da je vstopila v šolo v drugem razredu). Njegova mati ga je poslala v prvi razred eno leto prej, ker je trdila, da je bil rojen 7. septembra 1919.:2–3, Bantam V tretjem razredu je izvedel za »napako« in vztrajal pri uradnem popravku datuma na 2. januar. Leta 1928 je pri osmih letih postal naturaliziran ameriški državljan.
Ko sta si uredila življenje v ZDA, sta imela starša v lasti vrsto trgovin s sladkarijami, v katerih naj bi delali vsi v družini. V slaščičarnah so prodajali časopise in revije, kar je Asimov pripisal velikemu vplivu na svojo vseživljenjsko ljubezen do pisane besede, saj mu je kot otroku ponudilo neskončno zalogo novega bralnega gradiva (vključno s šundovskimi znanstvenofantastičnimi revijami), ki si ga drugače ne bi mogel privoščiti. Znanstveno fantastiko je začel brati pri devetih letih, v času, ko je žanr postajal vse bolj osredotočen na znanost. Očeta je prepričal, da revija Huga Gernsbacka Science Wonder Stories, ustanovljena ravno leta 1929, vsebuje resne stvari, kljub pestrim prikazom vesoljskih ladij in nezemljanov na naslovnicah. Od tedaj naprej je redno pobegnil v skladišče trgovine, da bi se poglobil v zgodbe. V letih svojega odraščanja je bil tudi pogost pokrovitelj brooklynske javne knjižnice.

### Izobrazba in kariera
Asimov je od petega leta dalje obiskoval javne šole v New Yorku, vključno z Deško gimnazijo v Brooklynu. Ko je diplomiral pri 15 letih, je nekaj dni obiskoval Mestni kolidž New Yorka, preden je sprejel štipendijo na Nižjem kolidžu Setha Lowa. To je bila podružnica Univerze Columbia v Downtown Brooklynu, zasnovana za sprejem nekaterih akademsko usposobljenih judovskih in italijanskoameriških študentov, ki so se prijavili na prestižnejši Kolidž Columbia, vendar so presegli nenapisane etnične sprejemne kvote, ki so bile tedaj običajne. Asimov je prvotno začel študirati zoologijo in se je po prvem semestru preusmeril na kemijo, ker ni odobraval »seciranja ulične mačke«. Po zaprtju Nižjega kolidža Setha Lowa leta 1936 je leta 1939 diplomiral v kampusu Morningside Heights Univerze Columbia (kasneje Šola za splošne študije Univerze Columbia).:156–157, 159–160, 240
Po dveh krogih zavrnitev medicinskih šol se je leta 1939 prijavil na podiplomski študij kemije na Univerzi Columbia. Sprva so ga zavrnili in nato sprejeli le na poskusni osnovi. Leta 1941 je dokončal magisterij iz kemije in leta 1948 doktoriral iz kemije.:552 Med svojim študijem kemije se je naučil tudi francoščine in nemščine.:298–299
Od leta 1942 do 1945 med 2. svetovno vojno, med magisterijem in doktoratom, je delal kot civilni kemik na Mornariški zračni poskusni postaji Philadelphia Navy Yard in živel v predelu Walnut Hill v Zahodni Filadelfiji. Septembra 1945 so ga vpoklicali v povojno ameriško kopensko vojsko. Če mu med šolanjem ne bi popravili rojstnega datuma, bi bil uradno star 26 let in bil nesposoben za vojsko.:426 Leta 1946 je birokratska napaka povzročila, da so njegovo vojaško dodelitev ustavili in ga odstranili iz delovne skupine nekaj dni preden je odplula, da bi sodelovala pri poskusih jedrskega orožja Operacije Crossroads na atolu Bikini.:467–468 11. julija so ga povišali v desetnika.:473 Služil je skoraj devet mesecev, preden so ga 26. julija 1946 častno odpustili.:476
Po končanem doktoratu in podoktorskem letu pri Robertu Elderfieldu:515 so mu ponudili mesto izrednega profesorja biokemije na Medicinski šoli Univerze v Bostonu. To je bilo v veliki meri posledica njegovega dolgoletnega dopisovanja z Williamom Clouserjem Boydom, nekdanjim izrednim profesorjem biokemije na bostonski univerzi, ki je Asimovu prvi dal kompliment za njegovo zgodbo »Nightfall«.:411 Ko je prejel napredovanje v profesorja imunokemije, se je Boyd obrnil na Asimova in ga prosil za njegovo zamenjavo.:546 Prvotno ponudbo profesorja so umaknili in Asimovu namesto tega ponudili mesto inštruktorja biokemije, kar je sprejel.:546 Začel je delati leta 1949 s plačo 5000 $:560–564 (kar ustreza 61.000 $ leta 2022) in na tem položaju ostal več let. Vendar pa je do leta 1952 zaslužil več kot pisatelj kot z univerzo in sčasoma je prenehal z raziskovanjem in svojo univerzitetno vlogo omejil na predavanje študentom. Leta 1955 je napredoval v mandatnega izrednega profesorja. Decembra 1957 so ga odpustili z njegovega učiteljskega mesta z veljavnostjo od 30. junija 1958, zaradi pomanjkanja raziskovanj. Po dveletnem boju je z univerzo dosegel dogovor, da bo obdržal svoj naziv:112:195–200 in vsako leto imel otvoritveno predavanje pri predavanjih biokemije. 18. oktobra 1979 je univerza počastila njegovo pisanje in ga povišala v rednega profesorja biokemije.:199 Njegovi osebni dokumenti so od leta 1965 naprej arhivirani v univerzitetni Mugarjevi spominski knjižnici, ki ji jih je podaril na zahtevo kustosa Howarda Gotlieba.:353–355
Leta 1959 je po priporočilu Arthurja S. Obermayerja njegovega prijatelja in znanstvenika pri projektu ameriške protiraketne obrambe, agencija DARPA nagovorila Asimova, naj se pridruži Obermayerjevi ekipi. Asimov je zavrnil z utemeljitvijo, da bi bila njegova sposobnost svobodnega pisanja oslabljena, če bi prejel tajne informacije, vendar je DARPA predložil članek z naslovom O ustvarjalnosti (On Creativity), ki vsebuje zamisli o tem, kako bi lahko vladni znanstveni projekti spodbudili člane ekipe, da razmišljajo ustvarjalnejše.

### Osebno življenje
Asimov je svojo prvo ženo Gertrude Blugerman (16. maj 1917, Toronto, Kanada:351, Avon 1980 – 17. oktober 1990, Boston, ZDA) spoznal na zmenku na slepo 14. februarja 1942 in se z njo poročil 26. julija.:364, Avon 1980 Živela sta v stanovanju v Zahodni Filadelfiji, Asimov pa je bil zaposlen v ladjedelnici Philadelphia Navy Yard (kjer sta bila dva njegova sodelavca Lyon Sprague de Camp in Robert Anson Heinlein). Gertrude se je vrnila v Brooklyn, ko je bil on v vojski, in oba sta tam živela od julija 1946, preden sta se julija 1948 preselila v Stuyvesant Town na Manhattnu. Maja 1949 sta se preselila v Boston, nato v bližnje predmestje Somerville julija 1949, Waltham maja 1951 in končno v West Newton leta 1956.:355, 366, 476, 480–481, 532, 560–563, 623, Avon 1980:47–49 Imela sta dva otroka, sina Davida (rojenega leta 1951) in hčer Robyn Joan (rojeno leta 1955). Leta 1970 sta se ločila in Asimov se je preselil nazaj v New York, tokrat na Upper West Side na Manhattnu, kjer je živel do smrti. Začel je videvati Janet Opal Jeppson, psihiatrinjo in pisateljico znanstvene fantastike, in se z njo poročil 30. novembra 1973,:205 dva tedna po ločitvi od Gertrude.:659, 661
Asimov je bil klavstrofil – užival je v majhnih, zaprtih prostorih.:129–131 V tretjem zvezku svoje avtobiografije se spominja otroške želje, da bi imel na postaji newyorške podzemne železnice stojnico z revijami, znotraj katere bi se lahko zaprl in med branjem poslušal ropot mimo vozečih vlakov.
Bal se je letenja, saj je to storil le dvakrat – enkrat med delom na mornariški letalski poskusni postaji in enkrat ob vrnitvi domov z Oahuja leta 1946. Zaradi tega je le redko potoval na velike razdalje. Ta fobija je vplivala na več njegovih fantastičnih del, kot so na primer misterijske zgodbe Wendella Urtha in romani Robot, v katerih nastopa Elijah Baley. V svojih poznejših letih je užival v potovanjih na potniških križarkah. Začel je leta 1972, ko je z nizozemske čezoceanske križarke SS Statendam opazoval izstrelitev Apolla 17. Na več križarjenjih je bil del zabavnega programa in je imel predavanja na temo znanosti na krovu ladij, kot je Queen Elizabeth 2.:125–129 Junija 1974 je odplul v Anglijo s francosko ladjo SS France na potovanje, ki je bilo večinoma posvečeno predavanjem v Londonu in Birminghamu, čeprav je našel čas tudi za obisk Stonehengea.
Bil je sposoben javni govorec in so ga redno vabili na predavanja o znanosti. Sodeloval je na mnogih znanstvenofantastičnih konvencijah, kjer je bil prijazen in dostopen.:125–129 Potrpežljivo je odgovarjal na desettisoče vprašanj in druge pošte z razglednicami ter z veseljem dajal avtograme. Bil je srednje visok (1,75 m):22 in čokate postave. V svojih poznejših letih je prevzel značilen slog »ovčjih« zaliscev. Imel je izrazit newyorški naglas. Začel je nositi kravate bolo, potem ko je njegova žena Janet nasprotovala njegovim metuljčkom na sponke.:677 Nikoli se ni naučil plavati ali voziti kolesa, se je pa naučil voziti avto, ko se je preselil v Boston. V svoji humoristični knjigi Asimov Laughs Again opisuje vožnjo v Bostonu kot »anarhijo na kolesih.«
Njegovi široki interesi so vključevali njegovo sodelovanje v poznejših letih v organizacijah, posvečenih komičnim operam Gilberta in Sullivana:125–129 in v The Wolfe Pack, skupini privržencev misterijam Nera Wolfa, ki jih je napisal Rex Stout. Mnoge njegove kratke zgodbe omenjajo ali navajajo Gilberta in Sullivana. Bil je viden član The Baker Street Irregulars, vodilne organizacije navdušencev Sherlocka Holmesa,:125–129 za katero je napisal esej, v katerem je trdil, da je delo profesorja Moriartyja »Dinamika asteroida« (»The Dynamics of An Asteroid«) vključevalo namerno uničenje starodavnega, civiliziranega planeta. Bil je tudi član samo moškega literarnega banketnega kluba Trap Door Spiders, ki je služil kot osnova njegove izmišljene skupine reševalcev misterij, Črni vdovci (Black Widowers). Kasneje je svoj esej o Moriartyjevem delu uporabil kot osnovo za zgodbo Črnih vdovcev »The Ultimate Crime«, ki se je pojavila v zbirki More Tales of the Black Widowers.:§XII. 166:699–700
Leta 1984 ga je Ameriško humanistično združenje razglasilo za humanista leta. Bil je eden od podpisnikov drugega Humanističnega manifesta. Od leta 1985 do svoje smrti leta 1992 je bil častni predsednik AHA. Njegov naslednik je bil njegov prijatelj in pisateljski kolega Kurt Vonnegut. Bil je tudi tesen prijatelj z ustvarjalcem Zvezdnih stez Geneom Roddenberryjem in si je za svoje nasvete med produkcijo prislužil priznanje kot »posebni znanstveni svetovalec« v filmu Zvezdne steze: Film.
Asimov je bil ustanovni član Odbora za znanstveno raziskovanje trditev o paranormalnem ( Committee for the Scientific Investigation of Claims of the Paranormal, CSICOP, sedaj Odbor za skeptične preiskave (Committee for Skeptical Inquiry, CSI)) in so ga uvrstili v njegov panteon skeptikov. V razpravi z Jamesom Randijem na CSICon 2016 o ustanovitvi CSICOP je Kendrick Frazier dejal, da je bil Asimov »ključna osebnost v skeptičnemu gibanju, ki je danes manj znana in cenjena, vendar je bila tedaj zelo na očeh javnosti.« Rekel je, da je povezava Asimova s CSICOP v njegovih očeh organizaciji »dala ogromen status in avtoriteto.«:13:00
Asimov je opisal Carla Sagana kot enega od le dveh ljudi, ki jih je kdaj srečal in katerih intelekt je presegel njegovega. Drugi je bil, kot je trdil, računalnikar in strokovnjak za umetno inteligenco Marvin Minsky.:217, 302 Asimov je bil občasni član in častni podpredsednik Mensa International, čeprav nerad.:546–547 Nekatere člane te organizacije je opisal kot »ponosne na možgane in agresivne glede svojih IQ.«:380
Po očetovi smrti leta 1969 je Asimov vsako leto prispeval v štipendijski sklad Judaha Asimova na Univerzi Brandeis.:500

### Bolezen in smrt
Leta 1977 je imel srčno kap. Decembra 1983 so ga operirali s trojnim obvodom v Medicinskem centru Univerze v New Yorku. Med operacijo se je zaradi transfuzije krvi okužil s HIV. Njegov status z okužbo HIV so skrivali zaradi skrbi, da bi se predsodki proti aidsu lahko razširili na njegove družinske člane.
Umrl je na Manhattnu 6. aprila 1992 in so ga kremirali. Kot vzrok smrti so poročali o odpovedi srca in ledvic.:251–253 Deset let po njegovi smrti sta se Janet in Robyn Asimov strinjali, da je treba zgodbo o HIV objaviti. Janet je to razkrila v svoji izdaji njegove avtobiografije It's Been a Good Life.

## Pisanje
[E]dina stvar o meni, za katero menim, da je dovolj resna, da bi upravičila psihoanalitično zdravljenje, je moja prisila k pisanju ... To pomeni, da je moja predstava o prijetnem času ta, da grem na svoje podstrešje, sedem za svoj električni pisalni stroj (kot počnem zdaj), in začnem udarjati po tipkah ter opazovati kako se besede pred mojimi očmi oblikujejo kot čarovnija.— Asimov, 1969:205, 244

### Pregled
Kariero Asimova se lahko razdeli na več obdobij. Njegova zgodnja kariera, v kateri je prevladovala znanstvena fantastika, se je začela s kratkimi zgodbami leta 1939 in romani leta 1950. To je trajalo približno do leta 1958 in se skoraj končalo po objavi Golega sonca (The Naked Sun, 1957). Začel je objavljati nefantastično literaturo kot soavtor visokošolskega učbenika z naslovom Biokemija in človeški metabolizem (Biochemistry and Human Metabolism). Po kratki orbiti prvega satelita Sputnik 1, ki ga je izdelala ZSSR leta 1957, je pisal več neleposlovja, zlasti poljudnoznanstvenih knjig, in manj znanstvene fantastike. V naslednjega četrt stoletja je napisal samo štiri znanstvenofantastične romane in 120 nefantastičnih knjig.
Leta 1982 se je druga polovica njegove znanstvenofantastične kariere začela z objavo romana Foundation's Edge. Od tedaj do svoje smrti je izdal več nadaljevanj in predzgodb svojih obstoječih romanov, in jih povezal skupaj na način, ki ga prvotno ni pričakoval, v enotno serijo. V tem poenotenju je veliko nedoslednosti, zlasti v njegovih prejšnjih zgodbah.:xiii–xv Založbi Doubleday in Houghton Mifflin Company sta do leta 1969 objavili približno 60 % njegovega dela, Asimov pa je navedel, da »obe predstavljata podobo očeta.«
Asimov je verjel, da bodo njegovi najbolj obstojni prispevki njegovi »trije zakoni robotike« in serija Foundation.:329 Oxfordski angleški slovar pripisuje njegovi znanstveni fantastiki zasluge za uvedbo besed »robotika«, »pozitronski« (popolnoma izmišljena tehnologija) in »psihozgodovina« (ki se uporablja tudi za drugačne raziskave zgodovinskih motivov) v angleški jezik. Asimov je skoval izraz »robotika«, ne da bi slutil, da bi lahko bila izvirna beseda – tedaj je verjel, da gre preprosto za naravni analog besed, kot sta mehanika in hidravlika, vendar za robote. Za razliko od njegove besede »psihozgodovina« se beseda »robotika« rabi v splošni tehnični rabi z izvirno definicijo Asimova. Zvezdne steze: Naslednja generacija je predstavljala androide s »pozitronskimi možgani» in epizoda prve sezone »Datalore« je pozitronske možgane imenovala »sanje Asimova«.
Asimov je bil v svojem pisanju tako ploden in raznolik, da njegove knjige zajemajo vse glavne kategorije Deweyeve decimalne klasifikacije, razen kategorije 100, filozofija in psihologija. vendar je napisal več esejev o psihologiji in predgovorov za knjigi The Humanist Way (1988) in In Pursuit of Truth (1982), ki sta bili uvrščeni v kategorijo 100-ih, vendar nobena njegova lastna knjiga ni bila klasificirana v tej kategoriji.
Po Unescovi podatkovni zbirki Index Translationum je Asimov 24. največkrat prevajani avtor na svetu.

### Znanstvena fantastika
Ne glede na to, kako raznolika je tematika, o kateri pišem, sem bil najprej pisatelj znanstvene fantastike in prav kot pisatelj znanstvene fantastike želim biti prepoznaven.— Asimov, 1980:286–287
Asimov je postal oboževalec znanstvene fantastike leta 1929,:1–9 ko je začel brati šundovske revije, ki so jih prodajali v družinski slaščičarni. Sprva je njegov oče prepovedal branje takšnih revij, dokler ga Asimov ni prepričal, da morajo biti znanstvenofantastične revije, ki imajo v naslovu »Science« izobraževalne.:14 Pri 18-ih letih se je pridružil skupini oboževalcev znanstvene fantastike Futurians, kjer je spoznal prijatelje, ki so kasneje postali pisci ali uredniki znanstvene fantastike.:208–212
Pisati je začel pri 11 letih in posnemal mladinsko serijo The Rover Boys Arthurja M. Winfielda z osmimi poglavji The Greenville Chums at College. Njegov oče mu je pri 16 letih kupil rabljen pisalni stroj. Njegovo prvo objavljeno delo je bila šaljiva točka o rojstvu njegovega brata za literarni časopis brooklynske deške gimnazije leta 1934. Maja 1937 je prvič pomislil na poklicno pisanje in to leto začel pisati svojo prvo znanstvenofantastično zgodbo, »Cosmic Corkscrew« (sedaj izgubljena). 17. maja 1938 je, zmeden zaradi spremembe urnika izhajanja revije Astounding Science Fiction, obiskal založnika Street & Smith Publications. V založništvu so mu povedali, da revija še vedno izhaja, in bo namesto druge srede v mesecu izhajala tretji petek v mesecu. Navdihnjen z obiskom je zgodbo dokončal 19. junija 1938 in jo dva dni kasneje osebno oddal uredniku revije Astounding Johnu Woodu Campbellu. Campbell se je z Asimovom srečal več kot eno uro in obljubil, da bo zgodbo sam prebral. Dva dni pozneje je Asimov prejel podrobno pismo o zavrnitvi.:1–9 To je bilo prvo od skoraj tedenskih srečanj z urednikom, medtem ko je Asimov živel v New Yorku, do selitve v Boston leta 1949.:560–564 Campbell je močno oblikovalsko vplival na Asimova in postal osebni prijatelj.
Do konca meseca je Asimov dokončal drugo zgodbo, »Stowaway«. Campbell ga je 22. julija zavrnil, vendar ga je – v »najlepšem možnem pismu, kar si ga lahko zamislite« – spodbudil, naj nadaljuje s pisanjem, in obljubil, da bo Asimov morda prodal svoje delo po še enem letu in ducatu zgodb iz prakse.:1–9 21. oktobra 1938 je tretjo zgodbo, ki jo je dokončal, »Marooned off Vesta«, prodal reviji Amazing Stories. Uredil jo je Raymond Arthur Palmer, pojavila pa se je v marčevski številki leta 1939. Asimov je prejel 64 dolarjev (kar ustreza 1331 dolarjev leta 2022) ali en cent na besedo.:25–28 Tistega leta sta se pojavili še dve zgodbi, »The Weapon Too Dreadful to Use« v majski številki Amazing in »Trends« v julijski številki Astounding, ki so jo oboževalci kasneje izbrali za začetek zlate dobe znanstvene fantastike. Za leto 1940 podatkovna zbirka Internet Speculative Fiction Database (ISFDB) katalogizira sedem zgodb v štirih različnih šundovskih revijah, vključno z eno v Astounding. Njegov zaslužek je postal dovolj za plačilo izobraževanja, vendar še ne dovolj, da bi postal pisatelj s polnim delovnim časom.:25–28
Pozneje je dejal, da je za razliko od drugih pisateljev zlate dobe Roberta Ansona Heinleina in Alfreda Eltona van Vogta – prav tako prvič objavljenega leta 1939 in čigar talent in slava sta bila takoj očitna – Asimov »(to ni lažna skromnost) pa je prišel le postopoma«. Do 29. julija 1940 je Asimov v 25-ih mesecih napisal 22 zgodb, od katerih jih je bilo 13 objavljenih. Leta 1972 je zapisal, da od tega datuma ni nikoli napisal znanstvenofantastične zgodbe, ki ni bila objavljena (razen dveh »posebnih primerov«).:245 Do leta 1941 je bil Asimov že dovolj slaven, da mu je Donald Allen Wollheim  povedal, da je kupil njegovo kratko zgodbo »The Secret Sense« za novo revijo Cosmic Stories samo zaradi njegovega imena.:166–169 Decembrska številka Astonishinga iz leta 1940 – z imenom Asimova v krepkem tisku – pa je bila prva revija, ki je imela naslovnico na osnovi njegovega dela.:202–205 Asimov je pozneje dejal, da ga niti on niti kdo drug – razen morda Campbella – ni imel za boljšega od pogosto objavljenega »tretjega ocenjevalca«.:335–339
Na osnovi pogovora s Campbellom je Asimov marca in aprila 1941 napisal »Nightfall«, svojo 32. zgodbo, revija Astounding pa jo je objavila septembra 1941. Leta 1968 je združenje Ameriški pisci znanstvene fantastike »Nightfall« izglasovalo za najboljšo znanstvenofantastično kratko zgodbo vseh časov.:335–339 V zbirki Nightfall and Other Stories je Asimov zapisal: »Pisanje 'Nightfall' je bila prelomnica v moji poklicni karieri ... Nenadoma so me vzeli resno in svet znanstvene fantastike se je zavedel, da obstajam. Leta so minevala, pravzaprav postalo je očitno, da sem napisal 'klasiko'.«:9–10 »Nightfall« je arhetipski zgled socialne znanstvene fantastike, izraz, ki ga je ustvaril za opis novega trenda v 1940-ih, in, ki je vodil avtorje, vključno z njim in Heinleinom, stran od pripomočkov in vesoljske opere do špekulacij o človeškem stanju.
Potem ko je januarja in februarja 1942 napisal kratko zgodbo »Victory Unintentional«, eno leto ni napisal nove zgodbe. Pričakoval je, da bo kemija postala njegova kariera, in v ladjedelnici Philadelphia Navy Yard je prejemal 2.600 dolarjev plače letno, kar je bilo dovolj, da se je poročil s svojo punco. Ni pričakoval, da bo s pisanjem zaslužil veliko več kot 1.788,50 $, ki jih je zaslužil z 28-imi prodanimi zgodbami v štirih letih. Zapustil je skupino oboževalcev znanstvene fantastike in ni več bral novih revij. Morda bi opustil pisateljski poklic, če Heinlein in de Camp ne bi bila njegova sodelavca in, če se ne bi še naprej pojavljale prej prodane zgodbe.:390–397
Leta 1942 je Asimov objavil prvo od svojih zgodb iz Temeljev – pozneje zbranih v trilogiji Temelji: Foundation (1951), Foundation and Empire (1952) in Second Foundation (1953). Knjige opisujejo padec velikega medzvezdnega imperija in ustanovitev njegovega morebitnega naslednika. Predstavljajo tudi njegovo izmišljeno znanost o psihozgodovini, katere teorije bi lahko napovedale prihodnji tok zgodovine velikih populacij v skladu z dinamičnimi zakoni.
Campbell je zvišal svojo ceno na besedo, Orson Welles je kupil pravice za kratko zgodbo »Mr. Stephen Byerley kandidira« (Evidence), antologije pa so ponatisnile njegove zgodbe. Do konca vojne je kot pisatelj zaslužil znesek, ki je bil enak polovici njegove plače v Navy Yardu, tudi po povišici, vendar še vedno ni verjel, da bi pisanje lahko preživljalo njega, njegovo ženo in bodoče otroke.:442–443:466–470
Njegove zgodbe o »pozitronskih« robotih – od katerih jih je veliko zbranih v zbirki Jaz, robot (1950) – so se začele približno ob istem času. Razglasile so sklop etičnih pravil za robote (glej trije zakoni robotike) in inteligentne stroje, ki so močno vplivali na druge pisce in mislece pri njihovi obravnavi te teme. Asimov v svojem uvodu k zbirki kratkih zgodb The Complete Robot (1982) ugotavlja, da ga je v veliki meri navdihnila dotedanja težnja robotov, da dosledno zapadejo v Frankensteinovo zaroto, v kateri so uničili svoje ustvarjalce. Serija Robot je vodila do filmskih adaptacij. Približno leta 1977 je Harlan Ellison s sodelovanjem Asimova napisala scenarij za Jaz, robot, za katerega je Asimov upal, da bo vodil do »prvega zares odraslega, zapletenega, vrednega znanstvenofantastičnega filma, ki je bil kdajkoli posnet«. Scenarij ni bil nikoli posnet in je bil nazadnje objavljen v knjižni obliki leta 1994. Film Jaz, robot iz leta 2004 z Willom Smithom v glavni vlogi je temeljil na nepovezanem scenariju Jeffa Vintarja z naslovom Hardwired, pri čemer so bile zamisli Asimova vključene pozneje, ko so se pridobile pravice za naslov Asimova. (Naslov ni bil izvirnik Asimova, ampak sta ga prej uporabila za kratko zgodbo brata Binder.) Zraven tega sta eno od kratkih zgodb o robotih Asimova, »The Bicentennial Man«, Asimov in Robert Silverberg razširila v roman The Positronic Man, in to je bilo prirejeno v filmu iz leta 1999 Mojih 200 let (Bicentennial Man), v katerem igra Robin Williams in v režiji Chrisa Columbusa.
Leta 1966 je trilogija Temelji prejela nagrado hugo za najboljšo serijo znanstvenofantastičnih in fantastičnih romanov vseh časov. Skupaj s serijo Robot je to njegova najbolj znana znanstvena fantastika. Zraven filmov so zgodbe Asimova v serijah Temelji in Roboti navdihnile tudi druga izpeljana dela znanstvenofantastične literature. Mnoga so ustvarili znani in uveljavljeni avtorji, kot so: Roger MacBride Allen, Greg Bear, Gregory Benford, David Brin in Donald Kingsbury. Zdi se, da so bila vsaj nekatera od teh ustvarjena z blagoslovom ali na zahtevo vdove Asimova Janet Asimov.
Leta 1948 je Asimov napisal tudi lažni članek o kemiji »Endokronične značilnosti resublimiranega tiotimolina« (The Endochronic Properties of Resublimated Thiotimoline). Tedaj je pripravljal lastno doktorsko disertacijo, ki bi vključevala ustni izpit. V strahu, da bo imela komisija za zagovor na podiplomski šoli Univerze Columbia zaradi tega predsodke, je svojega urednika prosil, naj ga objavi pod psevdonimom, vendar se je članek pojavil pod njegovim imenom. Asimova je začelo skrbeti, da bodo člani komisije menili, da znanosti ne jemlje resno. Na koncu izpita pa se je en od članov komisije nasmejan obrnil k njemu in rekel: »Kaj nam lahko poveste, gospod Asimov, o termodinamičnih značilnostih spojine, znane kot tiotimolin.« Asimova, ki je od olajšanja padel v histeričen smeh, so morali odpeljati iz sobe. Po petih minutah čakanja so ga poklicali nazaj v sobo in mu čestitali kot »dr. Asimovu«.:488–501
Povpraševanje po znanstveni fantastiki se je v 1950-ih močno povečalo, kar je avtorju žanra omogočilo pisati s polnim delovnim časom. Leta 1949 je urednik znanstvene fantastike knjižne založbe Doubleday Walter Irwin Bradbury sprejel neobjavljeno delo Asimova »Grow Old with Me« (40.000 besed), vendar je zahteval, da se razširi na celoten roman s 70.000 besedami. Knjiga je izšla pod založbo Doubleday januarja 1950 z naslovom Kamen na nebu (Pebble in the Sky).:560–564 Doubleday je v 1950-ih izdala še pet izvirnih znanstvenofantastičnih romanov Asimova, skupaj s šestimi mladinskimi romani serije Lucky Starr, slednja pod psevdonimom »Paul French«.:627 Doubleday je izdala tudi zbirke kratkih zgodb Asimova – najprej leta 1955 zbirko štirih zgodb The Martian Way and Other Stories. V zgodnjih 1950-ih je založba Gnome Press izdala tudi eno zbirko zgodb o pozitronskih robotih Asimova Jaz, robot ter zgodbe in novele serije Temelji v treh knjigah kot trilogijo Temelji. Več zgodb o pozitronskih robotih je bilo ponovno objavljenih v knjižni obliki kot The Rest of the Robots.
Knjižni založniki in reviji Galaxy ter Fantasy & Science Fiction so končali odvisnost Asimova od Astoundinga. Kasneje je to obdobje opisal kot svoje »zrelo obdobje«. Kratka zgodba Asimova »Poslednje vprašanje« (»The Last Question«, 1956) o sposobnosti človeštva, da se spopade s procesom entropije in ga potencialno obrne, je bila njegova osebno najljubša zgodba: »Med vsemi zgodbami katere sem napisal, mi je ta daleč najljubša.«
Leta 1972 je izšel njegov samostojni roman The Gods Themselves, ki je prejel splošno priznanje in prejel nagrado hugo za najboljši roman,:174 nagrado nebula za najboljši roman:174 in nagrado locus za najboljši roman.
Decembra 1974 je nekdanji Beatle Paul McCartney pristopil k Asimovu in ga prosil naj napiše scenarij za znanstvenofantastični filmski muzikal. McCartney je imel nejasno predstavo o zapletu in majhen delček dialoga o rock skupini, katere člani odkrijejo, da jih posnema skupina nezemljanov. Skupino in njihove sleparje bi verjetno igrala McCartneyjeva skupina Wings, tedaj na vrhuncu svoje kariere. Čeprav na splošno ni bil oboževalec rock glasbe je Asimova zamisel navdušila in je hitro pripravil oris obravnave zgodbe. Držal se je McCartneyjeve splošne zamisli in ustvaril zgodbo, ki se mu je zdela ganljiva in dramatična, vendar je izpustil McCartneyjev delček dialoga. McCartney je zgodbo zavrnil in obravnava sedaj obstaja le v arhivih bostonske univerze.:693
Asimov je leta 1969 dejal, da je bil »najsrečnejši od vseh mojih povezav z revijami znanstvene fantastike« s Fantasy & Science Fiction – »Nimam nobenih pritožb glede Astoundinga, Galaxyja ali katerega koli drugega, bog ve, toda F&SF je zame postala nekaj posebnega.«:224 Od leta 1977 je Asimov posodil svoje ime reviji Isaac Asimov's Science Fiction Magazine (sedaj Asimov's Science Fiction) in za vsako številko napisal uvodnik. Obstajali sta tudi kratkotrajna revija Asimov's SF Adventure Magazine in spremljevalna serija ponatisov Asimov's Science Fiction Anthology, ki sta bili objavljeni kot reviji (na enak način kot »antologiji« revij Ellery Queen's Mystery Magazine in Alfred Hitchcock's Mystery Magazine).:428–429
Zaradi pritiska oboževalcev nanj, naj napiše še eno knjigo iz svoje serije Temelji, je to storil z romanoma Foundation's Edge (1982) in Foundation and Earth (1986), nato pa se je vrnil pred prvotno trilogijo z romanom Prelude to Foundation (1988) in Forward the Foundation (1992), svojim zadnjim romanom.

### Poljudna znanost
Recimo samo, da sem eden najbolj vsestranskih pisateljev na svetu in največji popularizator mnogih tem.— Asimov, 1969
Asimov in dva kolega so izdali učbenik leta 1949, s še dvema izdajama do leta 1969. V poznih 1950-ih in 1960-ih je Asimov bistveno zmanjšal svojo produkcijo fantastike (izdal je samo štiri romane za odrasle med romanoma Golo sonce (The Naked Sun) iz leta 1957 in Foundation's Edge iz leta 1982, od katerih sta bila dva misterija). Močno je povečal svojo produkcijo nefantastične literature, pisal je večinoma o znanstvenih temah – izstrelitev Sputnika leta 1957 je povzročila zaskrbljenost javnosti zaradi »vrzeli v znanosti«.:252–254 Asimov je v The Rest of the Robots pojasnil, da od poletja 1958 ni mogel napisati obsežne fantastike, in opazovalci so ga razumeli, kot da pravi, da se je njegova kariera pisanja fantastike končala ali trajno prekinila. Asimov se je leta 1969 spominjal, da so »Združene države zašle v nekakšno napetost, jaz pa tudi. Prevzela me je goreča želja, da bi pisal poljudnoznanstvene knjige za Ameriko, ki bi lahko bila v veliki nevarnosti zaradi zanemarjanja znanosti, mnogi založniki so iz istega razloga dobili enako gorečo željo po objavljanju poljudne znanosti«.:321
Revija Fantasy and Science Fiction je povabila Asimova, naj nadaljuje svojo redno kolumno o nefantastiki, ki jo je začel v sedaj ukinjeni dvomesečni spremljevalni reviji Venture Science Fiction Magazine. Prva od 399 mesečnih kolumn F&SF se je pojavila novembra 1958 in so se nadaljevale do njegove zadnje bolezni. Te kolumne, ki jih je Doubleday občasno zbrala v knjige, so Asimovu prinesle sloves »velikega razlagalca« znanosti – opisal jih je kot svoje edino poljudnoznanstveno delo, v katerem mu nikoli ni bilo treba domnevati popolne nevednosti svojih bralcev o temah. Kolumna je bila navidezno posvečena poljudni znanosti, toda Asimov je imel popolno uredniško svobodo in je pisal o sodobnih družbenih vprašanjih v esejih, kot sta »Thinking About Thinking« in »Knock Plastic!«. Leta 1975 je o teh esejih zapisal: »V njih imam več užitka kot v kateri koli drugi pisni nalogi.«:125
Prvo obsežno referenčno delo Asimova The Intelligent Man's Guide to Science (1960), je bilo nominirano za nacionalno knjižno nagrado, leta 1963 pa je prejel nagrado hugo – svojo prvo – za svoje eseje za F&SF. Priljubljenost njegovih znanstvenih knjig in dohodek, ki ga je imel od njih, sta mu omogočila, da je opustil večino akademskih obveznosti in postal svobodni pisatelj s polnim delovnim časom.:§ 65 Druge pisce znanstvene fantastike je spodbujal k pisanju poljudne znanosti in leta 1967 izjavil, da je »obveščen, spreten znanstveni pisec vreden svoje teže v pogodbah«, z »dvakrat več dela, kot ga sploh lahko opravi«.
Velika raznolikost informacij, zajetih v delih Asimova, je spodbudila Kurta Vonneguta, da se je vprašal: »Kako se je počutiti vedeti vse?« Asimov je odgovoril, da ve le kako se je počutiti, ko imaš »sloves« vsevednosti: »Neprijetno«.:§ 30 Floyd Clifford Gold je dejal, da ima »Asimov redek talent. Lahko vam naredi ustno vodo iz suhoparnih dejstev«, in »izguba znanstvene fantastike je pridobitev popularizacije znanosti«. Asimov je dejal, da so »od vsega, kar pišem, fantastiko, nefantastiko, za odrasle ali mladino, ti članki F & SF daleč najbolj zabavni«.:299 Obžaloval pa je, da je imel manj časa za fantastiko – zaradi česar so mu nezadovoljni bralci pošiljali pisma s pritožbami – leta 1969 je izjavil: »V zadnjih desetih letih sem naredil nekaj romanov, nekaj zbirk, ducat ali več zgodbe, a to ni nič«.:321
Asimov je v svojem eseju »To Tell a Chemist« (1965) predlagal preprost šibolet za razlikovanje kemikov od nekemikov – prosite osebo, naj prebere besedo »unionizirano« (unionized). Kemiki, je opozoril, bodo brali neionizirano (un-ionized, električno nevtralno), medtem ko bodo nekemiki brali union-izirano (union-ized, pripadajoče sindikatu).

### Skovani izrazi
V svoji zgodbi »Lažnivec!« (Liar!) iz leta 1941 je skoval izraz »robotehnika« / »robotika« (robotics), čeprav je kasneje pripomnil, da je tedaj verjel, da je zgolj uporabil obstoječo besedo, kot je navedel v zbirki Gold (»The Robot Chronicles«). Čeprav priznava referenco v Oxfordskem angleškem slovarju, napačno navaja, da je bila beseda prvič natisnjena približno tretjino od prvega stolpca strani 100 v marčevski številki revije Astounding Science Fiction iz leta 1942 v natisnjeni njegovi kratki zgodbi »Neubogljivi Speedy« (Runaround).
V isti zgodbi je skoval tudi izraz »pozitronski« (positronic, protipostavka »elektronski« za pozitrone).
V svojih zgodbah serije Temelji je skoval izraz »psihozgodovina« (psychohistory), da bi poimenoval izmišljeno vejo znanosti, ki združuje zgodovino, sociologijo in matematično statistiko za izdelavo splošnih napovedi o prihodnjem vedénju zelo velikih skupin ljudi, kot je Galaktični imperij. Pozneje je rekel, da bi moral to imenovati »psihosociologija«. Prvič je bila predstavljena v petih kratkih zgodbah (1942–1944), ki so bile kasneje zbrane kot popravljeni roman iz leta 1951 Foundation. Nekoliko kasneje so drugi izraz »psihozgodovina« uporabili za raziskovanje vplivov psihologije na zgodovino.
Leta 1966 je v članku »There’s No Place Like Spome« skoval izraz spom (spome) za poljubni domnevni sistem, zaprt glede na snov in odprt glede na energijo, ki lahko vzdržuje človeško življenje za nedoločen čas. Članek je bil objavljen v Atmosphere in Space Cabins and Closed Environments in prvotno predstavljen kot članek Ameriškemu kemijskemu društvu 13. septembra 1965. Asimov je sam svojo skovanko razglasil za neblagoglasno (neprijetno za uho) in jo opredelil kot prekrivanko besed »vesolje dom« (space home – »vesdom«).:261, 280 Beseda »spom« je bila omenjena tudi v ponatisu njegovega izvirnega članka v knjigi Is Anyone There? leta 1967. Predvideval je, da bi lahko asteroid »spomificirali« tako, da bi ga izdolbli in ga primerno opremili za dolgoročno, trajnostno letenje.

### Druga pisanja
Asimova je razen znanosti zanimala zgodovina. Od leta 1960 je napisal 14 poljudnozgodovinskih knjig, vključno z The Greeks: A Great Adventure (1965), The Roman Republic (1966), The Roman Empire (1967), The Egyptians (1967), The Near East: 10,000 Years of History (1968), in Asimov's Chronology of the World (1991).
Izdal je Asimov's Guide to the Bible v dveh zvezkih – Staro zavezo leta 1967 in Novo zavezo leta 1969 – ter ju nato leta 1981 združil v en 1300-stranski zvezek. Vodnik gre skupaj z zemljevidi in razpredelnicami skozi knjige Svetega pisma po vrstnem redu, pojasnjuje zgodovino vsake od njih in politične vplive, ki so nanje vplivali, ter biografske podatke o pomembnih likih. Njegovo zanimanje za literaturo se je pokazalo v več opombah literarnih del, vključno z Asimov's Guide to Shakespeare (1970), Asimov's Annotated Don Juan (1972), Asimov's Annotated Paradise Lost (1974) in The Annotated Gulliver's Travels (1980).:§ 112
Asimov je bil tudi znan pisec misterij in pogost sodelavec revije Ellery Queen's Mystery Magazine. Začel je s pisanjem znanstvenofantastičnih misterij, kot so njegove zgodbe Wendella Urtha, vendar je kmalu prešel na pisanje »čistih« misterij. Izdal je dva misterijska romana polne dolžine in napisal 66 zgodb o Črnih vdovcih, skupini moških, ki so se mesečno srečevali na večerji, pogovoru in uganki. Zamisel za Vdovce je dobil iz lastne priključitve skupini moške družbe, imenovani Trap Door Spiders, in vsi glavni liki (z izjemo natakarja Henryja, za katerega je priznal, da spominja na Wodehouseovega Jeevesa) so bili oblikovani po njegovih najbližjih prijateljih. Parodijo na Črne vdovce »An Evening with the White Divorcés«, je napisal avtor, kritik in knjižničar Jon L. Breen.:125–131 Asimov se je pošalil: »Vse, kar lahko storim ... je, da počakam, da ga nekega dne ujamem v temni ulici.«:131
Proti koncu svojega življenja je Asimov izdal vrsto zbirk limerikov, ki jih je večinoma napisal sam, začenši z Lecherous Limericks, ki je izšla leta 1975. Limericks: Too Gross, katerega naslov prikazuje ljubezen Asimova do besednih iger, vsebuje 144 limerikov Asimova in enako število Johna Ciardija. Ustvaril je celo ozek zvezek sherlockovskih limerikov. Asimov je v zbirki Azazel, The Two Centimeter Demon predstavil jidiški humor. Dva glavna lika, oba Juda, se med večerjo, kosilom ali zajtrkom pogovarjata o anekdotah o »Georgeu« in njegovem prijatelju Azazelu. Treasury of Humor Asimova je tako knjiga delujočih šal kot tudi razprava, ki predstavlja njegove poglede na teorijo humorja. Po mnenju Asimova je najpomembnejši element humorja nenadna sprememba zornega kota, tista, ki nenadoma premakne fokus s pomembnega na trivialno ali z vzvišenega na smešno.
Asimov je zlasti v poznih letih do neke mere gojil podobo o sebi kot o prijaznem razvratniku. Leta 1971 je Asimov kot odgovor na priljubljenost spolnih priročnikov, kot sta The Sensuous Woman (napisala »J«) in The Sensuous Man (napisala »M«), izdal The Sensuous Dirty Old Man z avtorsko vrstico »Dr. 'A'«[182] (čeprav je bilo njegovo polno ime natisnjeno na broširani izdaji, ki je bila prvič objavljena leta 1972). Vendar pa je do leta 2016 navada Asimova otipavanja žensk veljala za spolno nadlegovanje in je bila kritizirana ter navedena kot zgodnji primer neprimernega vedenja, ki se lahko pojavi na znanstvenofantastičnih konvencijah.
Asimov je izdal tri zvezke avtobiografije. In Memory Yet Green (1979) in In Joy Still Felt (1980) zajemata njegovo življenje do leta 1978. Tretji zvezek, I. Asimov: A Memoir (1994), zajema njegovo celotno življenje (namesto da bi nadaljeval od tam, kjer se je drugi zvezek končal). Epilog je po njegovi smrti napisala njegova vdova Janet Asimov. Knjiga je leta 1995 prejela nagrado hugo za najboljšo sorodno nefantastično knjigo. Janet Asimov je uredila It's Been a Good Life (2002), zgoščeno različico njegovih treh avtobiografij. Objavil je tudi tri zvezke retrospektiv svojega pisanja, Opus 100 (1969), Opus 200 (1979), in Opus 300 (1984).
Leta 1987 sta Asimova skupaj napisala How to Enjoy Writing: A Book of Aid and Comfort. V njej sta ponudila nasvete o tem, kako ohraniti pozitiven odnos in ostati produktiven, ko se sooča z malodušjem, motnjami, zavračanjem in neumnimi uredniki. Knjiga vključuje mnoge navedke, eseje, anekdote in dialoge moža in žene o vzponih in padcih pisateljevanja.
Asimov in ustvarjalec Zvezdnih stez Gene Roddenberry sta razvila edinstven odnos med prvo predstavitvijo Zvezdnih stez v poznih 1960-ih. Asimov je napisal kritični esej o znanstveni točnosti Zvezdnih stez za revijo TV Guide. Roddenberry je spoštljivo odvrnil z osebnim pismom, v katerem je pojasnil omejitve točnosti pri pisanju tedenske serije. Asimov se je popravil z nadaljnjim esejem za TV Guide, ki je trdil, da so bile Zvezdne steze kljub netočnostim sveža in intelektualno zahtevna znanstvenofantastična televizijska oddaja. Ostala sta prijatelja do te mere, da je Asimov celo služil kot svetovalec pri mnogih projektih Zvezdnih stez.
Leta 1973 je Asimov objavil predlog za prenovo koledarja, imenovan svetovni letni koledar. Leto razdeli na štiri letne čase (imenovane A–D), po 13 tednov (91 dni). To omogoča poimenovanje dni, na primer »D-73« namesto 1. decembra (zaradi tega, da je 1. december 73. dan 4. četrtletja). Dodan je dodaten 'letni dan' za skupno 365 dni.

### Nagrade in priznanja
Asimov je prejel več kot ducat letnih nagrad za določena dela znanstvene fantastike in pol ducata nagrad za življenje. Prejel je tudi 14 častnih doktoratov univerz.
- 1955 – častni gost na 13. svetovni znanstvenofantastični konvenciji (Worldconu).[123]
- 1957 – nagrada fundacije Thomas Alva Edison za najboljšo znanstveno knjigo za mladino, za Building Blocks of the Universe.[124]
- 1960 – nagrada Howarda Walterja Blakesleeja Ameriškega združenja za srce za The Living River.[42]:210, Avon
- 1962 – nagrada bostonske univerze za publicistične zasluge.[42]:278, Avon
- 1963 – posebna nagrada hugo za »dodajanje znanosti znanstveni fantastiki« za eseje, objavljene v reviji The Magazine of Fantasy and Science Fiction.[93]
- 1964 – Ameriški pisci znanstvene fantastike so »Nightfall» (1941) izglasovali za najboljšo znanstvenofantastično kratko zgodbo vseh časov.[64]
- 1965 – član Ameriške akademije umetnosti in znanosti.[125]
- 1965 – nagrada Jamesa T. Gradyja Ameriškega kemijskega društva (od leta 1984 imenovana nagrada za interpretacijo kemije Jamesa T. Gradyja in Jamesa H. Stacka).[126]
- 1966 – nagrada hugo za najboljšo serijo romanov vseh časov za trilogijo Temelji.[81][82]
- 1967 – spominska nagrada Edwarda E. Smitha.[127]
- 1967 – nagrada znanstvenega pisanja za pisanje revij AAAS in Westinghouse za esej »Over the Edge of the Universe«[n] (v reviji Harper's Magazine marca 1967). Članek obravnava odkritje kvazarjev in njihov pomen glede na sedanje kozmološke teorije.[128]
- 1972 – nagrada nebula za najboljši roman za The Gods Themselves.[129]
- 1973 – nagrada hugo za najboljši roman za The Gods Themselves.[129]
- 1973 – nagrada locus za najboljši roman za The Gods Themselves.[129]
- 1975 – nagrada zlate plošče Ameriške akademije dosežkov.[130]
- 1975 – nagrada Klumpke - Robertsove »za izjemne prispevke k javnemu razumevanju in spoštovanju astronomije«.[131]
- 1975 – nagrada locus za najboljši ponatis antologije za Before the Golden Age.[132]
- 1977 – nagrada hugo za najboljšo kratko zgodbo za The Bicentennial Man.[133][134]
- 1977 – nagrada nebula za najboljšo kratko zgodbo za The Bicentennial Man.[135]
- 1977 – nagrada locus za najboljšo noveleto za The Bicentennial Man.[136]
- 1981 – po njem imenovan asteroid 5020 Asimov.[12]
- 1981 – nagrada locus za najboljšo nefantastično knjigo za In Joy Still Felt: The Autobiography of Isaac Asimov, 1954–1978.[132]
- 1983 – nagrada hugo za najboljši roman za Foundation's Edge.[137][138][139]
- 1983 – nagrada locus za najboljši znanstvenofantastični roman za Foundation's Edge.[139]
- 1984 – humanist leta.[140]
- 1986 – Ameriški pisci znanstvene fantastike in fantazije so ga imenovali za svojega 8. velemojstra SFWA (predstavljeno leta 1987).[141]
- 1987 – nagrada locus za najboljšo kratko zgodbo za »Robot Dreams«.[142]
- 1992 – nagrada hugo za najboljšo kratko zgodbo za »Gold«.[143][144]
- 1995 – nagrada hugo za najboljšo sorodno nefantastično knjigo za I. Asimov: A Memoir.[113][114]
- 1995 – nagrada locus za najboljšo neumetnostno knjigo za I. Asimov: A Memoir.[132]
- 1996 – retrohugo iz leta 1946 za najboljši roman leta 1945 je bil podeljen na Worldconu 1996 za »The Mule«, 7. zgodbo trilogije Foundation, objavljeno v Astounding Science Fiction.[145]
- 1997 – dvorana slavnih znanstvene fantastike in fantazije je Asimova uvrstila v svoj drugi razred dveh umrlih in dveh živih oseb, skupaj s Herbertom Georgeom Wellsom. Od živih sta bila uvrščena še Andre Norton in Arthur Charles Clarke.[146]
- 2000 – predstavljen na izraelski znamki ilustratorja in striparja Avija Katza.[147]
- 2001 – v Haydenovem planetariju Ameriškega prirodoslovnega muzeja v New Yorku so slovesno odprli spominske debate Isaaca Asimova.[148]
- 2009 – po njem so imenovali krater na planetu Mars Asimov.[13][14]
- 2010 – v predlogu zakona ameriškega kongresa o določitvi nacionalnega tedna robotike kot letnega dogodka je poklon Isaacu Asimovu naslednji:
  - »Drugi teden v aprilu je vsako leto označen kot 'nacionalni teden robotike', s čimer se priznavajo dosežki Isaaca Asimova, ki se je priselil v Ameriko, poučeval znanost, pisal znanstvene knjige za otroke in odrasle, prvi uporabil izraz robotika, razvil tri zakone robotike, in umrl aprila 1992: Zdaj, torej, naj bo rešeno, ...«[149]
- 2015 – izbran za člana dvorane slavnih pisateljev zvezne države New York.[150]
- 2016 – retrohugo iz leta 1941 za najboljšo kratko zgodbo leta 1940 je bil podeljen na Worldconu 2016 za »Robbi« (Robbie), njegovo prvo zgodbo o pozitronskem robotu, objavljeno v reviji Super Science Stories, septembra 1940.[151]
- 2018 – retrohugo iz leta 1943 za najboljšo noveleto leta 1942 je bil podeljen na Worldconu 2018 za zgodbo »Foundation«, objavljeno v reviji Astounding Science-Fiction, maja 1942.[152]

## Slog pisanja
Imam neformalen slog, kar pomeni, da uporabljam kratke besede in preprosto zgradbo stavkov, da o občasnih pogovornih izrazih sploh ne govorim. To godi ljudem, ki imajo radi poetične, tehtne, kompleksne in predvsem nejasne stvari. Po drugi strani pa neformalni slog ugaja ljudem, ki uživajo v občutku branja eseja, ne da bi se zavedali, da berejo, in občutku, da zamisli tečejo iz pisateljevih možganov v njihove lastne brez mentalnega trenja.— Asimov, 1980
Asimov je bil sam svoj tajnik, strojepisec, indekser, lektor in literarni agent. Napisal je tipkani prvi osnutek, sestavljen na tipkovnici s hitrostjo 90 besed na minuto; najprej si je predstavljal konec, nato začetek, potem pa »naj se vse vmes uredi, ko pridem do tega«. (Oris je uporabil le enkrat, kasneje pa ga je opisal »kot bi poskušal igrati klavir iz notranjosti prisilnega jopiča«.) Potem ko je ročno popravil osnutek, je pretipkal dokument kot končno kopijo in naredil le eno popravo z manjšim urejanjem zahtevane spremembe; urejevalnik besedil mu ni prihranil veliko časa, je rekel, ker je bilo 95 % prvega osnutka nespremenjenega.:142–145
Potem ko ni maral delati večkratnih revizij zgodbe »Black Friar of the Flame«, je zavrnil izdelati večjo, drugo ali neuredniško revizijo (»kot žvečenje že rabljenega žvečilnega gumija«), pri čemer je izjavil, da »prevelika revizija ali preveč revizij kaže da je napisano neuspeh. V času, ki bi ga potreboval, da rešim takšen neuspeh, bi lahko napisal povsem novo delo in se ob tem neskončno bolj zabaval.« »Napake« je predložil drugemu uredniku.:142–145
Njegov fantastični slog je izjemno neokrašen. Leta 1980 je učenjak znanstvene fantastike James Edwin Gunn o zbirki Jaz, robot zapisal:
Razen dveh zgodb – »Lažnivec!« in »Mr. Stephen Byerley kandidira« – to niso zgodbe, v katerih bi lik igral pomembno vlogo. Skoraj ves zaplet se razvije v pogovoru z malo, če sploh kaj dejanja. Prav tako ni veliko lokalne barve ali kakršnega koli opisa. Dialog je v najboljšem primeru funkcionalen, slog pa v najboljšem primeru transparenten. ... . Zgodbe o robotih in pravzaprav skoraj vsa fantastika Asimova se igrajo na razmeroma golem odru.
Asimov je takšno kritiko naslovil leta 1989 na začetku romana Nemesis:
Že zdavnaj sem se odločil, da bom v svojem pisanju upošteval eno glavno pravilo – biti 'jasen'. Opustil sem vse misli, da bi pisal poetično ali simbolično ali eksperimentalno ali na kateri koli drug način, ki bi mi lahko (če bi bil dovolj dober) prinesel Pulitzerjevo nagrado. Pišem zgolj jasno in na ta način vzpostavljam topel odnos med menoj in bralci ter strokovnimi kritiki – No, oni lahko delajo, kar želijo.
Gunn je navedel zglede bolj zapletenega sloga, kot je vrhunec zgodbe »Lažnivec!«. Ostro narisani liki se pojavijo na ključnih točkah zapletov zgodb Asimova: Susan Calvin v zgodbah »Lažnivec!« in »Mr. Stephen Byerley kandidira«, Arkady Darell v romanu Second Foundation, Elijah Baley v romanu Jeklene votline (The Caves of Steel) in Hari Seldon v predzgodbah Foundation.
Razen knjig Gunna in Josepha F. Patroucha je o Asimovu razmeroma malo literarnih kritik (zlasti v primerjavi s samim obsegom njegovega dela). Cowartov in Wymerjev 8. del Dictionary of Literary Biography (1981) navaja možen razlog:
Njegove besede se težko podajo tradicionalni literarni kritiki, ker ima navado, da svojo fantastiko osredotoči na zaplet in svojemu bralcu jasno pove, precej neposredno, kaj se dogaja v njegovih zgodbah in zakaj se dogaja. Pravzaprav je večina dialoga v zgodbi Asimova, še posebej v trilogiji Foundation, posvečena takšni predstavitvi. Zgodbe, ki jasno povedo, kaj pomenijo v nedvoumnem jeziku, učenjaki najtežje obravnavajo, ker je malo tega kar je mogoče interpretirati.
Gunnova in Patrouchova študija o Asimovu navajata, da je jasen, neposreden prozni slog še vedno slog. Gunnova knjiga iz leta 1982 podrobno komentira vsak roman Asimova. Ne hvali vse fantastike Asimova (pa tudi ne Patroucha), ampak nekatere odlomke v Jeklenih votlinah imenuje »spominjajoči na Prousta«. Ko razpravlja o tem, kako ta roman prikazuje noč, ki se spušča nad futuristični New York, Gunn pravi, da se proze Asimova »ni treba sramovati nikjer v literarni družbi«.
Čeprav je bil ponosen na svoj neokrašeni prozni slog (katerega zgodnji vpliv je pripisal Cliffordu Donaldu Simaku) in leta 1973 dejal, da se njegov slog ni spremenil, je Asimov tudi daljšim zgodbam užival dajati zapletene pripovedne strukture, pogosto z razporejanjem poglavij na nekronološke načine. Nekatere bralce je to odvrnilo in so se pritoževali, da nelinearnost ni vredna truda in negativno vpliva na jasnost zgodbe. Na primer, prva tretjina The Gods Themselves se začne s 6. poglavjem, nato pa se vrne nazaj, da zapolni prejšnje gradivo. (John Campbell je svetoval Asimovu, naj začne svoje zgodbe čim pozneje v zapletu. Ta nasvet je Asimovu pomagal ustvariti zgodbo »Nejeverni robot« (Reason), eno od zgodnjih zgodb o robotih). Patrouch je ugotovil, da so prepleteni in vgnezdeni prebliski romana The Currents of Space resno škodovali temu romanu, in sicer do te mere, da je lahko v tem užival le »oboževalec Asimova pobarvan v kirtu«. V poznejšem romanu Asimova Nemesis ena skupina likov živi v »sedanjosti«, druga skupina pa začne v »preteklosti«, ki se začne 15 let prej in se postopoma premika proti času prve skupine.

### Nezemeljsko življenje
Asimov je nekoč pojasnil, da je njegov odpor do pisanja o nezemljanih izviral iz incidenta na začetku njegove kariere, ko je urednik Astoundinga John Wood Campbell zavrnil eno od njegovih znanstvenofantastičnih zgodb, ker so bili nezemljani prikazani kot boljši od ljudi. Zaradi narave zavrnitve je verjel, da je Campbell svojo pristranskost do ljudi v zgodbah morda utemeljil na resnični rasni pristranskosti. Ker ni bil pripravljen pisati samo o šibkih nezemljanskih rasah in zaskrbljen, da bi spopad ogrozil njegovo in Campbellovo prijateljstvo, se je odločil, da sploh ne bo pisal o nezemljanih. Kljub temu je kot odgovor na te kritike napisal The Gods Themselves, ki vsebuje nezemljane in nezemljansko spolnost. Knjiga je prejela nagrado nebula za najboljši roman leta 1972 in nagrado hugo za najboljši roman leta 1973. Asimov je dejal, da je bil od vseh svojih del najbolj ponosen na srednji del The Gods Themselves, del, ki se ukvarja s temi temami.:250
V z nagrado hugo nagrajeni noveleti »Gold» Asimov opisuje avtorja, ki temelji na njemu samemu in ima eno od svojih knjig (The Gods Themselves) prirejeno v »računalniško dramo«, v bistvu fotorealistično računalniško animacijo. Režiser kritizira izmišljenega Asimova (»Gregory Laborian«), ker ima izjemno nevizualni slog, zaradi česar je težko prilagoditi njegovo delo, avtor pa pojasnjuje, da se zanaša na zamisli in dialoge namesto na opis, da bi predstavil svoje točke.

### Romantika in ženske
Na začetku znanstvene fantastike so nekateri avtorji in kritiki menili, da so romantični elementi v znanstvenofantastičnih zgodbah, ki naj bi se osredotočale na znanost in tehnologijo, neprimerni. Asimov je bil zagovornik tega stališča, ki ga je izrazil v svojih pismih reviji Astounding v letih 1938–1939, kjer je takšne elemente opisal kot »brozga« (mush) in »kaša« (slop). Na njegovo žalost so ta pisma naletela na močno nasprotovanje.:3–4
Asimov je pomanjkanje romantike in spolnosti v svoji fantastiki pripisal »zgodnjemu vtisu« na začetku pisateljske kariere, ko še nikoli ni bil na zmenku in »ni vedel ničesar o dekletih«.:25–28 Včasih so ga kritizirali zaradi splošne odsotnosti spolnosti (in nezemeljskega življenja) v njegovi znanstveni fantastiki. Trdil je, da je The Gods Themselves (1972) napisal kot odgovor na te kritike,:567 ki so pogosto prihajale od piscev znanstvene fantastike novega vala (in pogosto britanskih). Drugi del romana (od treh) je postavljen v tuj svet s tremi spoli in obširno je prikazano spolno vedénje teh bitij.

## Pogledi
Med bralci je večno vprašanje: ali stališča, ki jih vsebuje zgodba, odražajo stališča avtorja. Odgovor je: »Ni nujno –« In vendar je treba dodati še eno kratko frazo »– vendar običajno.«— Asimov, 1969:165

### Religija
Asimov je bil ateist, humanist in racionalist. Ni nasprotoval verskemu prepričanju drugih, vendar je pogosto grajal vraževerna in psevdoznanstvena prepričanja, ki so se poskušala izdajati za pravo znanost. V njegovem otroštvu sta oče in mati spoštovala tradicijo ortodoksnega judovstva manj strogo kot v Petrovičih – mlademu Isaacu nista vsiljevala svojih prepričanj in odraščal je brez močnih verskih vplivov, saj je začel verjeti, da Tora predstavlja hebrejsko mitologijo na enak način, kot je Iliada zapisala starogrško mitologijo.:11–14, Bantam Ko je bil star 13 let, se je odločil, da ne bo imel bar micve.[244] Kot piše v njegovih knjigah Treasury of Humor in Asimov Laughs Again, je bil pripravljen pripovedovati šale o bogu, satanu, rajskem vrtu (Edenu), Jeruzalemu in drugih verskih temah, pri čemer je izražal stališče, da lahko dobra šala izzove več misli kot ure filozofske razprave.
Njegov oče je za kratek čas delal v tamkajšnji sinagogi, da bi užival v znanem okolju in, kot je rekel Asimov, »zablestel kot priučeni učenjak«, ki je podkovan v svetih spisih. To znanje je bilo seme za njegovo poznejše avtorstvo in objavo Asimov's Guide to the Bible, analize zgodovinskih temeljev za Staro in Novo zavezo. Dolga leta se je identificiral kot ateist – menil je, da je izraz nekoliko neustrezen, saj je opisoval tisto, v kar ni verjel, in ne tistega v kar je verjel. Sčasoma se je označil za »humanista« in menil, da je ta izraz bolj praktičen. Še naprej se je identificiral kot sekularni Jud, kot je navedeno v uvodu v antologijo judovske znanstvene fantastike Jacka Danna Wandering Stars: »Ničesar ne naredim glede tega, razumete. Ne obiskujem nobenih bogoslužij, ne sledim nobenemu obredu in nikoli nisem bil niti podvržen tistemu nenavadnemu obredu pubertete, bar micvi. Ni pomembno. Jaz sem Jud.«
Ko ga leta 1982 glavni urednik revije Free Inquiry Paul Kurtz v intervjuju vprašal, ali je ateist, je odgovoril:
Sem ateist, zakrknjen. Dolgo sem potreboval, da sem to rekel. Leta in leta sem bil ateist, vendar se mi je nekako zdelo, da je intelektualno nespoštljivo reči, da je nekdo ateist, ker je to predpostavljalo znanje, ki ga nimamo. Nekako je bilo bolje reči, da je nekdo humanist ali agnostik. Končno sem se odločil, da sem bitje čustev in razuma. Čustveno sem ateist. Nimam dokazov, ki bi dokazovali, da Bog ne obstaja, vendar tako močno sumim, da ne obstaja, da ne želim izgubljati svojega časa.
Podobno je dejal o verski vzgoji: »Ne bi bil zadovoljen, če bi se moji otroci odločili biti verni, ne da bi jih poskušal odvrniti od tega, tako kot ne bi bil zadovoljen, če bi se odločili, da bodo redno kadili ali se ukvarjali s kakšno drugo stvarjo, ki se mi zdi škodljiva za duha ali telo.«
V svojem zadnjem delu avtobiografije je Asimov zapisal:
...če ne bi bil ateist, bi verjel v Boga, ki bi se odločil rešiti ljudi na osnovi celotnega njihovega življenja in ne vzorca njihovih besed. Mislim, da bi imel raje poštenega in pravičnega ateista kot televizijskega pridigarja, čigar vsaka beseda je Bog, Bog, Bog in čigar vsako dejanje je pokvarjeno, pokvarjeno, pokvarjeno.:338, Bantam
Isti spomini navajajo njegovo prepričanje, da so pekel »slinaste sanje sadista«, grobo prilepljene na vseusmiljenega Boga – če so bile celo človeške vlade pripravljene omejiti krute in nenavadne kazni, se je vprašal Asimov, zakaj ne bi bila kazen v posmrtnem življenju omejena na omejen čas? Zavrnil je zamisel, da si človeško prepričanje ali dejanje lahko zasluži neskončno kazen. Če bi posmrtno življenje obstajalo, je trdil, bi bila najdaljša in najstrožja kazen namenjena tistim, ki so »obrekovali Boga z izumljanjem pekla«.:336–338, Bantam
O uporabi verskih motivov v svojem pisanju je dejal:
Religijo v svojih zgodbah po navadi povsem ignoriram, razen ko jo nujno moram imeti. ... in kadarkoli vnesem religijski motiv, se bo ta religija zagotovo zdela nejasno krščanska, ker je to edina religija, o kateri kaj vem, čeprav ni moja. Nesočutni bralec bi lahko mislil, da »parodiram« krščanstvo, vendar je ne. Zraven tega je nemogoče pisati znanstveno fantastiko in resnično ignorirati religijo.:297–302

### Politika
Asimov je med New Dealom postal neomajen zagovornik Demokratske stranke in po tem ostal politični liberalec. Bil je glasen nasprotnik vietnamske vojne v 1960-ih in v televizijskem intervjuju v zgodnjih 1970-ih je javno podprl senatorja Georgea McGoverna.:503, Avon Bil je nezadovoljen s tem, kar je imel za »iracionalistično« stališče, ki so ga zavzeli mnogi radikalni politični aktivisti od poznih 1960-ih in naprej. V svojem drugem zvezku avtobiografije In Joy Still Felt se je spominjal srečanja s kontrakulturno osebnostjo Abbiejem Hoffmanom. Asimov je imel vtis, da so heroji kontrakulture 1960-ih zajahali čustveni val, ki jih je na koncu pustil obtičati v »nikogaršnji deželi duha«, iz katere se je spraševal, ali se bodo sploh kdaj vrnili.:584
Asimov je ostro nasprotoval Richardu Nixonu, saj ga je imel za »prevaranta in lažnivca«. Pozorno je spremljal afero Watergate in bil zadovoljen, ko je bil predsednik prisiljen odstopiti. Asimov je bil zgrožen nad pomilostitvijo, ki jo je Nixonu podelil njegov naslednik: »Nisem bil navdušen nad argumentom, da je naciji prihranil preizkušnjo. Po mojem mnenju je bila preizkušnja potrebna, da se zagotovi, da se ne bo nikoli več ponovila.«:§ 36
Potem ko se je ime Asimova sredi 1960-ih pojavilo na seznamu ljudi, ki jih je Komunistična partija ZDA imela za »primerne« svojim ciljem, ga je preiskoval FBI. Zaradi njegovega akademskega ozadja ga je urad na kratko obravnaval kot možnega kandidata za znanega sovjetskega vohuna ROBPROF, vendar v njegovem življenju ali ozadju ni našel nič sumljivega.
Zdelo se je, da je imel Asimov dvoumen odnos do Izraela. V svoji prvi avtobiografiji nakazuje svojo podporo varnosti Izraela, čeprav vztraja, da ni sionist. V svoji tretji avtobiografiji je izrazil svoje nasprotovanje ustanovitvi judovske države z utemeljitvijo, da nasprotuje nacionalnim državam na splošno in podpira zamisel o enotnem človeštvu. Še posebej je bil zaskrbljen zaradi varnosti Izraela glede na to, da je bil ustvarjen med muslimanskimi sosedami, in dejal, da so si Judje zgolj ustvarili še en »judovski geto«.

### Družbeni problemi
Asimov je verjel, da »znanstvena fantastika ... služi v dobro človeštva«. Imel se je za feminista, še preden je osvoboditev žensk postala razširjeno gibanje. Trdil je, da je vprašanje pravic žensk tesno povezano z nadzorom prebivalstva. Verjel je tudi, da je treba imeti homoseksualnost za »moralno pravico« glede na populacijo, tako kot vso spolno aktivnost odrasle osebe, ki ne vodi do razmnoževanja. Izdal je veliko pozivov k nadzoru prebivalstva, kar je odražalo vidik, ki so ga jasno izrekli ljudje od Thomasa Malthusa do Paula Ralpha Ehrlicha.
V intervjuju Billa Moyersa iz leta 1988 je Asimov predlagal računalniško podprto učenje, kjer bi ljudje uporabljali računalnike za iskanje informacij o temah, ki jih zanimajo. Mislil je, da bi to naredilo učenje zanimivejše, saj bi imeli ljudje svobodo pri izbiri, kaj se bodo učili, in bi pomagalo širiti znanje po svetu. Tudi model ena proti ena bi učencem omogočil učenje s svojim tempom. Asimov je mislil, da bodo ljudje do leta 2019 živeli v vesolju.
Leta 1983 je Asimov zapisal:
Uvajanje računalnikov se bo nedvomno neizogibno nadaljevalo ... To pomeni, da se mora zgoditi ogromna sprememba v naravi izobraževanja in celotno prebivalstvo je treba »računalniško opismeniti« in ga naučiti spopadati se s svetom »visoke tehnologije«.
Nadaljeval je z izobraževanjem:
Izobraževanje, ki ga je treba v novem svetu revolucionirati, bo revolucioniralo prav tisto sredstvo, ki revolucijo potrebuje – računalnik.
Šole bodo nedvomno še vedno obstajale, vendar dober učitelj ne more storiti nič drugega kot vzbujati radovednost, ki jo lahko zainteresirani učenec nato teši doma za konzolo svojega računalnika.
Končno bo priložnost za vsakega mladega človeka in prav za vsako osebo, da se nauči, kar se želi naučiti, ob svojem času, s svojo hitrostjo, na svoj način.

Izobraževanje bo postalo zabavno, ker bo kipelo od znotraj in ne bo vsiljeno od zunaj.

### Spolno nadlegovanje
Asimov je na konvencijah in drugod pogosto božal, poljubljal in ščipal ženske, ne da bi upošteval njihovo privolitev. Po besedah Aleca Nevala-Leeja, avtorja biografije Asimova in pisca o zgodovini znanstvene fantastike, se je Asimov pogosto branil z besedami, da so te ženske daleč od tega, da bi nasprotovale, sodelovale. V satiričnem delu iz leta 1971, The Sensuous Dirty Old Man, je zapisal: »Vprašanje torej ni, ali se je treba deklice dotikati ali ne. Vprašanje je le, kje, kdaj in kako se jo je treba dotikati.«
Po besedah Nevala-Leeja pa »mnoga od teh srečanj očitno niso bila soglasna.« Zapisal je, da je vedénje Asimova kot vodilnega avtorja znanstvene fantastike in osebnosti prispevalo k nezaželenemu vzdušju za ženske v znanstvenofantastični skupnosti, v kateri prevladujejo moški V podporo temu je navedel nekatere njegove sodobne kolege avtorje, kot so Judith Merril, Harlan Ellison in Frederik Pohl, pa tudi urednike, kot je Timothy Seldes. O dodatnih specifičnih incidentih so poročali drugi ljudje, vključno z Edwardom Lewisom Fermanom, dolgoletnim urednikom revije The Magazine of Fantasy & Science Fiction, ki je zapisal »... namesto da bi se rokoval z mojo spremljevalko, je stresel njeno levo dojko.«

### Okolje in prebivalstvo
Obramba Asimova civilne uporabe jedrske energije, je tudi po nesreči v jedrski elektrarni na Otoku treh milj, pokvarila njegove odnose z nekaterimi njegovimi kolegi liberalci. V pismu, ponatisnjenem v zbirki Yours, Isaac Asimov,, navaja, da čeprav bi raje živel »v nobeni nevarnosti« kot blizu jedrskega reaktorja, bi vseeno raje živel blizu jedrske elektrarne kot v slumu v Love Canalu ali blizu »tovarne podjetja Union Carbide, ki proizvaja metil izocianat«, pri čemer se slednje nanaša na bhopalsko nesrečo leta 1984.
V zadnjih letih svojega življenja je Asimov za poslabšanje kakovosti življenja, ki ga je zaznal v New Yorku, krivil krčenje davčne osnove zaradi bega srednjega razreda v predmestja, čeprav je še naprej podpiral visoke davke za srednji razred za plačilo socialnih programov. Njegova zadnja nefantastična knjiga Our Angry Earth (1991, ki jo je napisal skupaj s svojim dolgoletnim prijateljem, avtorjem znanstvene fantastike Frederikom Pohlom), se ukvarja z elementi okoljske krize, kot so prenaseljenost, odvisnost od nafte, vojna, globalno segrevanje in uničevanje ozonske plasti. V odgovoru na vprašanje Billa Moyersa »Kaj vidite, da se bo zgodilo z zamislijo o dostojanstvu človeške vrste, če se bo ta rast prebivalstva nadaljevala s sedanjo hitrostjo?«, je Asimov odgovoril:
Vse bo uničila ... če imate 20 ljudi v stanovanju in dve kopalnici, ne glede na to, kako vsi verjamejo v svobodo kopalnice, tega ni. Morate se pripraviti, morate določiti čas za vsako osebo, morate potrkati na vrata, pa še niste končali, in tako naprej. In na enak način demokracija ne more preživeti prenaseljenosti. Človeško dostojanstvo tega ne more preživeti. Udobje in spodobnost tega ne moreta preživeti. Ko na svet postavljate vedno več ljudi, vrednost življenja ne le upada, ampak izginja.

### Drugi avtorji
Asimov je užival v pisanju J. R. R. Tolkiena in uporabil Gospodarja prstanov (The Lord of the Rings) kot zaplet v zgodbi o Črnih vdovcih z naslovom »Nothing like Murder«.:§ V., 62–76 V eseju »All or Nothing« (za revijo The Magazine of Fantasy & Science Fiction, januar 1981) je Asimov dejal, da občuduje Tolkiena in da je Gospodarja prstanov prebral petkrat. (Čustva so bila obojestranska, pri čemer je Tolkien rekel, da je užival v znanstveni fantastiki Asimova. To bi pomenilo, da je Asimov izjema od prejšnje Tolkienove trditve, da je le redko našel »sodobno knjigo«, ki bi mu bila zanimiva.)
Priznal je, da so drugi pisatelji po talentu boljši od njega, o Harlan Ellison pa je rekel: »(Po mojem mnenju) je ena najboljših pisateljic na svetu, veliko bolj vešča umetnosti kot jaz.«:246 Ni odobraval vse večjega vpliva novega vala in leta 1967 je izjavil: »Želim si znanstvene fantastike. Mislim, da znanstvena fantastika v resnici ni znanstvena fantastika, če ji manjka znanost. In mislim, da boljša in resničnejša je znanost, boljša in resničnejša je znanstvena fantastika.«
Občutki prijateljstva in spoštovanja med Asimovom in Arthurjem Charlesom Clarkeom so bili prikazani s tako imenovano »pogodbo Clarkea in Asimova na Park Avenue«, sklenjeni, ko sta si delila taksi v New Yorku. Ta je navajala, da je moral Asimov vztrajati, da je Clarke najboljši pisatelj znanstvene fantastike na svetu (in pri tem pridržal drugega najboljšega zase), medtem ko je moral Clarke vztrajati, da je Asimov najboljši znanstveni pisec na svetu (in pridržal drugega najboljšega zase). Tako se posvetilo v Clarkeovi knjigi Report on Planet Three  (1972) glasi: »V skladu s pogoji pogodbe Clarkea in Asimova drugi najboljši znanstveni pisec to knjigo posveča drugemu najboljšemu pisatelju znanstvene fantastike.«
Asimov je hkrati z znanstveno fantastiko postal ljubitelj misterijskih zgodb. Prvo je raje bral, ker »vsako [znanstvenofantastično] zgodbo berem z močnim zavedanjem, da je lahko slabša od moje, v tem primeru nisem imel potrpljenja z njo, ali da je morda boljša, v tem primeru sem se počutil bedno.« Zapisal je: »Ne skrivam dejstva, da v svojih misterijah uporabljam Agatho Christie kot svoj model. Po mojem mnenju so njene misterije najboljše, kar jih je bilo napisano, veliko boljše od zgodb o Sherlocku Holmesu, Hercule Poirot pa je najboljša detektivska fikcija. Zakaj ne bi uporabil za svoj model tistega, kar se mi zdi najboljše?«:379, Bantam Užival je v Sherlocku Holmesu, vendar je imel Arthurja Conana Doylea za »nemarnega in površnega pisatelja.«:391, Bantam
Prav tako je užival v šaljivih zgodbah, zlasti v zgodbah Pelhama Grenvillea Wodehousea.:90
V nefantastičnem pisanju je Asimov še posebej občudoval slog pisanja Martina Gardnerja in ga poskušal posnemati v svojih znanstvenih knjigah. Ob prvem srečanju z njim leta 1965 mu je to povedal, na kar je Gardner odgovoril, da je svoj slog zasnoval na Asimovem.:369, Avon

## Vpliv
Paul Krugman, nobelov nagrajenec za ekonomijo, je izjavil, da ga je koncept psihozgodovine Asimova navdihnil, da je postal ekonomist:
Kar me pripelje do Isaaca Asimova. Asimov, še posebej trilogija Foundation, je bil moj velik navdih; ekonomist sem postal, ker sem hotel biti psihozgodovinar, ki bi z matematiko človeškega vedénja reševal civilizacijo. Ampak ena stvar me je vedno motila: Trantor, glavno mesto Galaktičnega imperija, ki je bilo opisano kot eno velikansko mesto, ki popolnoma pokriva kopensko površino planeta – tako da v njem biva populacija 45 milijard ljudi. Težava je očitna: kot je opisano, bi imel Trantor gostoto prebivalstva približno 600 na kvadratno miljo; New Jersey ima več kot 1100 ljudi na kvadratno miljo. In popolnoma prekrit s kovino ni, razen če govorimo o zapori v prometni konici.
John H. Jenkins, ki je pregledal veliko večino pisnega dela Asimova, je nekoč opazil: »Poudarjeno je bilo, da je Asimov vplival na večino pisateljev znanstvene fantastike od 1950-ih, bodisi da so se zgledovali po njegovem slogu ali pa se namerno izogibali vsemu podobnemu njegovemu slogu.«
Zraven osebnosti, kot sta Bertrand Russell in Karl Popper, je Asimov pustil pečat kot eden najuglednejših interdisciplinarjev 20. stoletja:
Nekaj zgledov: Fulbrightov štipendijski program nima interdisciplinarne kategorije – interdisciplinarjev ni treba prijaviti. »Da bi bilo sprejeto, je bilo treba Piagetovo temeljno delo ponoviti v skladu z ameriškim modelom«. Trajalo je 35 let, da je bilo Mendelovo delo opaženo. William James je menil, da se zdi »velika škoda, da tako izvirni človek, kot je Charles Peirce ... ostane brez kariere.« Isaaca Asimova so skoraj odpustili z akademskega mesta, ker je bil generalist. Njegov primer pa ni niti približno tako tragičen kot Peirceov: Asimov ni samo obdržal svoje službe, ampak je štiriindvajset let pozneje dosegel naziv rednega profesorja.
»Malo posameznikov,« piše James L. Christian, »je bolje kot Isaac Asimov razumelo, kaj je sinoptično razmišljanje. Njegovih skoraj 500 knjig – ki jih je napisal kot strokovnjak, razgledana avtoriteta ali samo navdušen laik – segajo v skoraj vse možne teme: znanost, zgodovina, literatura, religija in seveda znanstvena fantastika.«

### Znanstvena fantastika

#### Serija »Greater Foundation«
Serija Robot je bila izvirno ločena od serije Foundation. Romani Galactic Empire so bili objavljeni kot neodbvisne zgodbe, postavljene v zgodnejši čas iste prihodnosti kot Foundation. Kasneje v življenju je Asimov sintetiziral serijo Robot v eno samo skladno »zgodovino«, ki se je pojavila v razširitvi serije Foundation.:9, 1989, Grafton
Vse te knjige je izdala Doubleday, razen izvirne trilogije Foundation, ki jo je izvirno izdala Gnome Books preden jo je kupila in ponovno objavila Doubleday.
- Serija Robot:
  - The Caves of Steel. 1954. ISBN 0-553-29340-0. (prvi znanstvenofantastični kriminalni roman Elijaha Baleyja)
  - The Naked Sun. 1957. ISBN 0-553-29339-7. (drugi znanstvenofantastični kriminalni roman Elijaha Baleyja)
  - The Robots of Dawn. 1983. ISBN 0-553-29949-2. (tretji znanstvenofantastični kriminalni roman Elijaha Baleyja)
  - Robots and Empire. 1985. ISBN 978-0-586-06200-5. (nadaljevanje trilogije Elijaha Baleyja)
- Romani Galaktičnega imperija:
  - Pebble in the Sky. 1950. ISBN 0-553-29342-7. (zgodnji Galaktični imperij)
  - The Stars, Like Dust. 1951. ISBN 0-553-29343-5. (davno pred Imperijem)
  - The Currents of Space. 1952. ISBN 0-553-29341-9. (Trantorjeva republika se še naprej širi)
- Predzgodbe Foundation:
  - Prelude to Foundation. 1988. ISBN 0-553-27839-8.
  - Forward the Foundation. 1993. ISBN 0-553-40488-1.
- Izvirna trilogija Temelji:
  - Foundation. 1951. ISBN 0-553-29335-4.
  - Foundation and Empire. 1952. ISBN 0-553-29337-0. (objavljeno tudi pod naslovom 'The Man Who Upset the Universe' v mehki vezavi založbe Ace s ceno 35 ¢, D-125, okoli leta 1952)
  - Second Foundation. 1953. ISBN 0-553-29336-2.
- Razširjena serija Foundation:
  - Foundation's Edge. 1982. ISBN 0-553-29338-9.
  - Foundation and Earth. 1986. ISBN 0-553-58757-9.

#### Serija Lucky Starr (kot Paul French)
Vse objavljeno pri Doubleday.
- David Starr, Space Ranger (1952)
- Lucky Starr and the Pirates of the Asteroids (1953)
- Lucky Starr and the Oceans of Venus (1954)
- Lucky Starr and the Big Sun of Mercury (1956)
- Lucky Starr and the Moons of Jupiter (1957)
- Lucky Starr and the Rings of Saturn (1958)

#### Norby Chronicles (z Janet Asimov)
Vse objavljeno pri Walker & Company.
- Norby, the Mixed-Up Robot (1983)
- Norby's Other Secret (1984)
- Norby and the Lost Princess (1985)
- Norby and the Invaders (1985)
- Norby and the Queen's Necklace (1986)
- Norby Finds a Villain (1987)
- Norby Down to Earth (1988)
- Norby and Yobo's Great Adventure (1989)
- Norby and the Oldest Dragon (1990)
- Norby and the Court Jester (1991)

#### Romani, ki niso del serij
Romani označeni z zvezdico (*) imajo manjše povezave s vesoljem Foundation.
- The End of Eternity (1955), Doubleday (*)
- Fantastic Voyage (1966), Bantam Books (mehka verzava) in Houghton Mifflin (trda vezava) (romanizacija filma)
- The Gods Themselves (1972), Doubleday
- Fantastic Voyage II: Destination Brain (1987), Doubleday (ni nadaljevanje Fantastic Voyage, ampak podobna, neodvisna zgodba)
- Nemesis (1989), Bantam Doubleday Dell (*)
- Nightfall (1990), Doubleday, z Robertom Silverbergom (na osnovi »Nightfall«, kratke zgodbe Asimova iz leta 1941)
- Child of Time (1992), Bantam Doubleday Dell, z Robertom Silverbergom (na osnovi »The Ugly Little Boy«, kratke zgodbe Asimova iz leta 1958)
- The Positronic Man (1992), Bantam Doubleday Dell, z Robertom Silverbergom (*) (na osnovi The Bicentennial Man, novele Asimova iz leta 1976)

#### Zbirke kratkih zgodb
- I, Robot. Gnome Books (izvirno), kasneje Doubleday. 1950. ISBN 0-553-29438-5.
- The Martian Way and Other Stories. Doubleday. 1955. ISBN 0-8376-0463-X.
- Earth Is Room Enough. Doubleday. 1957. ISBN 0-449-24125-4.
- Nine Tomorrows. Doubleday. 1959. ISBN 0-449-24084-3.
- The Rest of the Robots. Doubleday. 1964. ISBN 0-385-09041-2.
- Through a Glass, Clearly. New English Library. 1967. ISBN 0-86025-124-1.
- Asimov's Mysteries. Doubleday. 1968.
- Nightfall and Other Stories. Doubleday. 1969. ISBN 0-449-01969-1.
- The Early Asimov. Doubleday. 1972. ISBN 0-449-02850-X.
- The Best of Isaac Asimov. Sphere. 1973. ISBN 0-7221-1256-4.
- Buy Jupiter and Other Stories. Doubleday. 1975. ISBN 0-385-05077-1.
- The Bicentennial Man and Other Stories. Doubleday. 1976. ISBN 0-575-02240-X.
- The Complete Robot. Doubleday. 1982.
- The Winds of Change and Other Stories. Doubleday. 1983. ISBN 0-385-18099-3.
- The Edge of Tomorrow. Tor. 1985. ISBN 0-312-93200-6.
- The Alternate Asimovs. Doubleday. 1986. ISBN 0-385-19784-5.
- The Best Science Fiction of Isaac Asimov. Doubleday. 1986.
- Robot Dreams. Byron Preiss. 1986. ISBN 0-441-73154-6.
- Azazel. Doubleday. 1988.
- Robot Visions. Byron Preiss. 1990. ISBN 0-451-45064-7.
- Gold. Harper Prism. 1995. ISBN 0-553-28339-1.
- Magic. Harper Prism. 1996. ISBN 0-00-224622-8.

### Misterije

#### Romani
- The Death Dealers (1958), Avon Books, ponatisnjeno kot A Whiff of Death pri Walker & Company
- Murder at the ABA (1976), Doubleday, objavljeno tudi kot Authorized Murder

#### Zbirke kratkih zgodb

##### Zbirka Črni vdovci
- Tales of the Black Widowers (1974), Doubleday
- More Tales of the Black Widowers (1976), Doubleday
- Casebook of the Black Widowers (1980), Doubleday
- Banquets of the Black Widowers (1984), Doubleday
- Puzzles of the Black Widowers (1990), Doubleday
- The Return of the Black Widowers (2003), Carroll & Graf

##### Druge misterije
- Asimov's Mysteries (1968), Doubleday
- The Key Word and Other Mysteries (1977), Walker
- The Union Club Mysteries (1983), Doubleday
- The Disappearing Man and Other Mysteries (1985), Walker
- The Best Mysteries of Isaac Asimov (1986), Doubleday

### Nefantastika

#### Poljudna znanost

##### Zbirka esejev zaF&SF
V naslednjih knjigah so zbrani eseji, ki so bili izvirno objavljeni kot mesečne kolumne v The Magazine of Fantasy and Science Fiction in zbrani pri Doubleday
1. Fact and Fancy (1962)
2. View from a Height (1963)
3. Adding a Dimension (1964)
4. Of Time and Space and Other Things (1965)
5. From Earth to Heaven (1966)
6. Science, Numbers, and I (1968)
7. The Solar System and Back (1970)
8. The Stars in Their Courses (1971)
9. The Left Hand of the Electron (1972)
10. The Tragedy of the Moon (1973)
11. Asimov On Astronomy (posodobljena različica esejev v prejšnjih zbirkah) (1974) ISBN 978-0-517-27924-3
12. Asimov On Chemistry (posodobljena različica esejev v prejšnjih zbirkah) (1974)
13. Of Matters Great and Small (1975)
14. Asimov On Physics (posodobljena različica esejev v prejšnjih zbirkah) (1976) ISBN 978-0-385-00958-4
15. The Planet That Wasn't (1976)
16. Asimov On Numbers (posodobljena različica esejev v prejšnjih zbirkah) (1976)
17. Quasar, Quasar, Burning Bright (1977)
18. The Road to Infinity (1979)
19. The Sun Shines Bright (1981)
20. Counting the Eons (1983)
21. X Stands for Unknown (1984)
22. The Subatomic Monster (1985)
23. Far as Human Eye Could See (1987)
24. The Relativity of Wrong (1988)
25. Asimov on Science: A 30 Year Retrospective 1959–1989 (1989) (v uvodu vsebuje prvi esej)
26. Out of the Everywhere (1990)
27. The Secret of the Universe (1991)

##### Zbirke drugih splošnoznanstvenih esejev
- Only a Trillion (1957), Abelard-Schuman, ISBN 978-0-441-63121-6; (1976) popravljena in posodobljena izdaja
- Is Anyone There? (1967), Doubleday, ISBN 0-385-08401-3 (vsebuje članek v katerem je skovan izraz »spom«)
- Today and Tomorrow and— (1973), Doubleday
- Science Past, Science Future (1975), Doubleday, ISBN 978-0-385-09923-3
- Please Explain (1975), Houghton Mifflin, ISBN 978-0-440-96804-7
- Life and Time (1978), Doubleday
- The Roving Mind (1983), Prometheus Books, nova izdaja 1997, ISBN 1-57392-181-5
- The Dangers of Intelligence (1986), Houghton Mifflin
- Past, Present and Future (1987), Prometheus Books, ISBN 978-0-87975-393-1
- The Tyrannosaurus Prescription (1989), Prometheus Books
- Frontiers (1990), Dutton
- Frontiers II (1993), Dutton

##### Druge znanstvene knjige
- The Chemicals of Life (1954), Abelard-Schuman ISBN 978-0-451-62418-5
- Inside the Atom (1956), Abelard-Schuman, ISBN 978-0-200-71444-0
- Building Blocks of the Universe (1957; revised 1974), Abelard-Schuman, ISBN 978-0-200-71099-2
- The World of Carbon (1958), Abelard-Schuman, ISBN 978-0-02-091350-4
- The World of Nitrogen (1958), Abelard-Schuman, ISBN 978-0-02-091400-6
- Words of Science and the History Behind Them (1959), Houghton Mifflin ISBN 978-0-395-06571-6
- The Clock We Live On (1959), Abelard-Schuman, ISBN 978-0-200-71100-5
- Breakthroughs in Science (1959), Houghton Mifflin, ISBN 978-0-395-06561-7
- Realm of Numbers (1959), Houghton Mifflin, ISBN 978-0-395-06566-2
- Realm of Measure (1960), Houghton Mifflin
- The Wellsprings of Life (1960), Abelard-Schuman, ISBN 978-0-451-03245-4
- Life and Energy (1962), Doubleday, ISBN 978-0-380-00942-8
- The Genetic Code (1962), The Orion Press
- The Human Body: Its Structure and Operation (1963), Houghton Mifflin, ISBN 978-0-451-02430-5, ISBN 978-0-451-62707-0 (popravljena izdaja)
- The Human Brain: Its Capacities and Functions (1963), Houghton Mifflin, ISBN 978-0-451-62867-1
- Planets for Man (skupaj s Stephenom H. Doleom) (1964), Random House, ponatisnjeno pri RAND leta 2007 ISBN 978-0-8330-4226-2[191]
- An Easy Introduction to the Slide Rule (1965), Houghton Mifflin, ISBN 978-0-395-06575-4
- The Intelligent Man's Guide to Science (1965), Basic Books
  - Naslov se je spreminjal glede na vsako od štirih izdaj, zadnja je bila Asimov's New Guide to Science (1984) ISBN 978-0-14-017213-3
- The Universe: From Flat Earth to Quasar (1966), Walker, ISBN 978-0-380-01596-2
- The Neutrino (1966), Doubleday, ASIN B002JK525W
- Understanding Physics Vol. I, Motion, Sound, and Heat (1966), Walker, ISBN 978-0-451-00329-4
- Understanding Physics Vol. II, Light, Magnetism, and Electricity (1966), Walker, ISBN 978-0-451-61942-6
- Understanding Physics Vol. III, The Electron, Proton, and Neutron (1966), Walker, ISBN 978-0-451-62634-9
- Photosynthesis (1969), Basic Books, ISBN 978-0-465-05703-0
- Our World in Space (1974), New York Graphic, ISBN 978-0-8212-0434-4
- Eyes on the Universe: A History of the Telescope (1976), Andre Deutsch Limited, ISBN 0-233-96760-5
- The Collapsing Universe (1977), Walker, ISBN 0-671-81738-8
- Extraterrestrial Civilizations (1979), Crown, ISBN 978-0-449-90020-8
- A Choice of Catastrophes (1979), Simon & Schuster, ISBN 978-0-671-22701-2
- Visions of the Universe z ilustracijami Kazuakija Ivasakija (1981), Cosmos Store, ISBN 978-0-939540-01-3
- Exploring the Earth and the Cosmos (1982), Crown, ISBN 978-0-517-54667-3
- The Measure of the Universe (1983), Harper & Row
- Think About Space: Where Have We Been and Where Are We Going? v soavtorstvu s Frankom Whiteom (1989), Walker
- Asimov's Chronology of Science and Discovery (1989), Harper & Row, druga izdaja dodaja vsebino do leta 1993, ISBN 978-0-06-270113-8
- Beginnings: The Story of Origins (1989), Walker
- Isaac Asimov's Guide to Earth and Space (1991), Random House, ISBN 978-0-449-22059-7
- Atom: Journey Across the Subatomic Cosmos (1991), Dutton, ISBN 978-1-4395-0900-5
- Mysteries of Deep Space: Quasars, Pulsars and Black Holes (1994) ISBN 978-0-8368-1133-9
- Earth's Moon (1988), Gareth Stevens, prenovljena izdaja leta 2003 Richard Hantula ISBN 978-1-59102-122-3
- The Sun (1988), Gareth Stevens, prenovljena izdaja leta 2003 Richard Hantula ISBN 978-1-59102-122-3
- The Earth (1988), Gareth Stevens, prenovljena izdaja leta 2004 Richard Hantula ISBN 978-1-59102-177-3
- Jupiter (1989), Gareth Stevens, prenovljena izdaja leta 2004 Richard Hantula ISBN 978-1-59102-123-0
- Venus (1990), Gareth Stevens, prenovljena izdaja leta 2004 Richard Hantula ISBN 978-0-8368-3877-0

#### Literarna dela
Vse objavljeno pri Doubleday.
- Asimov's Guide to Shakespeare, I. in II. del (1970), ISBN 0-517-26825-6
- Asimov's Annotated "Don Juan" (1972)
- Asimov's Annotated "Paradise Lost" (1974)
- Familiar Poems, Annotated (1976)
- Asimov's The Annotated "Gulliver's Travels" (1980)
- Asimov's Annotated "Gilbert and Sullivan" (1988)

#### Sveto pismo
- Words from Genesis (1962), Houghton Mifflin
- Words from the Exodus (1963), Houghton Mifflin
- Asimov's Guide to the Bible, del I in II (1967 in 1969, izdaja v enem zvezku 1981), Doubleday, ISBN 0-517-34582-X
- The Story of Ruth (1972), Doubleday, ISBN 0-385-08594-X
- In the Beginning (1981), Crown

#### Avtobiografija
- In Memory Yet Green: The Autobiography of Isaac Asimov, 1920–1954 (1979, Doubleday)
- In Joy Still Felt: The Autobiography of Isaac Asimov, 1954–1978 (1980, Doubleday)
- I. Asimov: A Memoir (1994, Doubleday)
- It's Been a Good Life (2002, Prometheus Books), kondenzacija treh zvezkov avtobiografije Asimova, ki jo je uredila njegova vdova Janet Jeppson Asimov

#### Zgodovina
Vse objavljeno pri Houghton Mifflin, razen kjer je drugače navedeno.
- The Kite That Won the Revolution (1963), ISBN 0-395-06560-7
- The Greeks: A Great Adventure (1965)
- The Roman Republic (1966)
- The Roman Empire (1967)
- The Egyptians (1967)
- The Near East (1968)
- The Dark Ages (1968)
- Words from History (1968)
- The Shaping of England (1969)
- Constantinople: The Forgotten Empire (1970)
- The Land of Canaan (1971)
- The Shaping of France (1972)
- The Shaping of North America: From Earliest Times to 1763 (1973)
- The Birth of the United States: 1763–1816 (1974)
- Our Federal Union: The United States from 1816 to 1865 (1975), ISBN 0-395-20283-3
- The Golden Door: The United States from 1865 to 1918 (1977)
- Asimov's Chronology of the World (1991), HarperCollins, ISBN 0-06-270036-7
- The March of the Millennia (1991), v soavtorstvu s Frankom Whiteom, Walker & Company, ISBN 0-8027-7391-5

#### Humor
- The Sensuous Dirty Old Man (1971) (kot Dr. A), Walker & Company, ISBN 0-451-07199-9
- Isaac Asimov's Treasury of Humor (1971), Houghton Mifflin
- Lecherous Limericks (1975), Walker, ISBN 0-449-22841-X
- More Lecherous Limericks (1976), Walker, ISBN 0-8027-7102-5
- Still More Lecherous Limericks (1977), Walker, ISBN 0-8027-7106-8
- Limericks, Two Gross, z Johnom Ciardijem (1978), Norton, ISBN 0-393-04530-7
- A Grossery of Limericks, z Johnom Ciardijem (1981), Norton, ISBN 0-393-33112-1
- Limericks for Children (1984), Caedmon
- Asimov Laughs Again (1992), HarperCollins

#### O pisanju znanstve fantastike
- Asimov on Science Fiction (1981), Doubleday
- Asimov's Galaxy (1989), Doubleday

#### Druga nefantastika
- Opus 100 (1969), Houghton Mifflin, ISBN 0-395-07351-0
- Asimov's Biographical Encyclopedia of Science and Technology (1964), Doubleday (prenovljena izdaja 1972, ISBN 0-385-17771-2)
- Opus 200 (1979), Houghton Mifflin, ISBN 0-395-27625-X
- Isaac Asimov's Book of Facts (1979), Grosset & Dunlap, ISBN 0-517-36111-6
- Opus 300 (1984), Houghton Mifflin, ISBN 0-395-36108-7
- Our Angry Earth: A Ticking Ecological Bomb (1991), with co-author Frederik Pohl, Tor, ISBN 0-312-85252-5.

### Dela v slovenščini
Asimova so v slovenščino prevajali: Vladimir Batagelj, Irena Bohinc, Jože Dolničar, Boris Grabnar, Janko Jemec, Vincenc Kirbus, Drago Kolar, Dušan Kralj, Tomaž Kralj, Žiga Leskovšek, Marija Slapnik, Mitja Tavčar, Boris Verbič.
Njegova dela so izšla pri založbah: Beogradski izdavačko-grafički zavod (BIGZ), Co Libri, Dolenc, Mladinska knjiga (MK), Prešernova družba, Tehniška založba Slovenije (TZS), ter v revijah in časopisih: Slovenec, Spika, Življenje in tehnika (ŽIT).
- Jaz, robot, 1961 (I, robot, 1950)
- V svetu ogljika, 1962 (The World of Carbon, 1958)
- Kamen na nebu, 1963 (Pebble in the Sky, 1950)
- Fantastično potovanje, 1967 (Fantastic Voyage, 1966)
- Jeklene votline, 1968 (The Caves of Steel, 1953)
- V svetu dušika, 1968 (The World of Nitrogen, 1958)
- Zvezde kot prah, 1973 (The Stars, Like Dust, 1951)
- »Oči niso samo za gledanje«, 1979 (Eyes Do More Than See, 1965)
- Golo sonce, 1986 (The Naked Sun, 1956)
- Roboti jutranje zore, 1987 (The Robots of Dawn, 1983)

### Izbrana bibliografija
- ———; Dawson, Charles R. (Februar 1950), »On the Reaction Inactivation of Tyrosinase during the Aerobic Oxidation of Catechol«, Journal of the American Chemical Society, 72 (2): 820–828, doi:10.1021/ja01158a045, pridobljeno 18. marca 2019 (zahtevana naročnina)
- ——— (1952), The Currents of Space, (= Trilogija Galactic Empire), zv. 2, Doubleday, ISBN 978-0-7653-1916-6, LCCN 2009001523, OCLC 259266752
- ——— (1965), The Greeks: A Great Adventure, Boston: Houghton Mifflin Company
- ——— (1966), The Roman Republic, Boston: Houghton Mifflin Company
- ——— (Avgust 1967a), »S. F. as a Stepping Stone«, Editorial, Galaxy Science Fiction, str. 4, 6
- ——— (november 1967b), »Knock Plastic!«, Magazine of Fantasy and Science Fiction, New York: Mercury Press, Inc.{{citation}}:  Vzdrževanje CS1: samodejni prevod datuma (povezava)
- ——— (1967c), The Roman Empire, Boston: Houghton Mifflin Company
- ——— (1967d), The Egyptians, Boston: Houghton Mifflin Company
- ——— (1967e), Is Anyone There? Speculative Essays on the Known and Unknown, Doubleday, ISBN 978-0-3850-8401-7
- ——— (1968), The Near East: 10,000 Years of History, Boston: Houghton Mifflin Company
- ——— (1969a), Opus 100, Boston: Houghton Mifflin Company
- ——— (1969b), Nightfall, and Other Stories, Garden City, New York: Doubleday & Company, Inc.
- ——— (1971), Isaac Asimov's Treasury of Humor, Boston: Houghton Mifflin Company, ISBN 978-0-3951-2665-3, LCCN 70153957, OCLC 161728
- ——— (1972), The Early Asimov; or, Eleven Years of Trying, Garden City, New York: Doubleday & Company, Inc.
- ——— (1973a), The Tragedy of the Moon, New York: Doubleday, Bibcode:1973trmo.book.....A, ISBN 978-0-4401-8999-2, OCLC 11944141
- ——— (1973b), The Early Asimov Volume 2., St Albans, Hertfordshire, Združeno kraljestvo: Panther Books
- ——— (1974), »Introduction«, The Best of Isaac Asimov, Sphere Books, str. ix–xiv, ISBN 0-385-05078-X, LCCN 74002863
- ——— (1975a), Before the Golden Age, zv. 1, Orbit, ISBN 978-0-8600-7803-6, OCLC 58457926
- ——— (1975b), Buy Jupiter and Other Stories, VGSF Izdaja 1988.
- ——— (Januar 1975c), »Thinking About Thinking«, Magazine of Fantasy and Science Fiction, New York: Mercury Press, Inc., 48 (1 (284))
- ——— (1976a), The Bicentennial Man and Other Stories
- ——— (1976b), More Tales of the Black Widowers (1. izd.), Garden City, New York: Doubleday & Company, Inc., ISBN 978-0-3851-1176-8, LCCN 76002750, OCLC 2331091
- ——— (1979a), In Memory Yet Green: The Autobiography of Isaac Asimov, 1920–1954, New York: Avon Books, ISBN 978-0-3807-5432-8, LCCN 78055838, OCLC 1035668881
- ——— (Junij 1979b), »Alas, All Human«, Magazine of Fantasy and Science Fiction, 56 (6 (337))
- ——— (1979c), Opus 200, Borston: Houghton Mifflin Company, ISBN 978-0-3952-7625-9, OCLC 4515387
- ——— (1980), In Joy Still Felt: The Autobiography of Isaac Asimov, 1954–1978, Garden City, New York: Doubleday, ISBN 978-0-3851-5544-1, LCCN 79003685, OCLC 5846307
- Laurance, Alice; ———, ur. (1980), »On Style«, Who Done It?, Boston: Houghton Mifflin Company, ISBN 978-0-3952-9166-5, LCCN 80010657, OCLC 6016317
- ——— (1982), »The Way of Reason«,  v Levinson, Paul (ur.), In Pursuit of Truth: Essays on the Philosophy of Karl Popper on the Occasion of his 80th Birthday, Humanities Press, str. ix–x
- ——— (1983), »§ 4 The Word I Invented«, Counting the Eons, Garden City, New York: Doubleday, Bibcode:1983coeo.book.....A
- ——— (1984), Opus 300, Boston: Houghton Mifflin Company, ISBN 978-0-3953-6108-5, OCLC 10780371
- ——— (1987a), The Best Science Fiction of Isaac Asimov, Glasgow: Grafton Books
- Asimov, Janet; ——— (1987b), How to Enjoy Writing: A Book of Aid and Comfort, New York: Walker Publishing Company, Inc., ISBN 978-0-8027-0945-5, OCLC 925057780
- ——— (1988a), Prelude to Foundation, Bantam Books
- ——— (Julij 1988b), »Psychohistory«, Isaac Asimov's Science Fiction Magazine, New York: Davis Publications, zv. 12, št. 7, str. 4–8, ISSN 0162-2188, pridobljeno 30. novembra 2023
- ——— (Oktober 1989), Nemesis (1. izd.), Bantam Books, ISBN 978-0-3852-4792-4, LCCN 89032938, OCLC 19628406
- ——— (1991a), Asimov's Chronology of the World, New York: HarperCollins
- ——— (1991b), Puzzles of the Black Widowers, Bantam Books
- ——— (1991c), Isaac Asimov's Science Fiction Magazine, New York: Davis Publications, zv. 15, št. 10–13, str. 8, ISSN 0162-2188, pridobljeno 30. novembra 2023
- ———; Pohl, Frederik (1991d), Our Angry Earth, New York: Tor Books, ISBN 978-0-3128-5252-8, LCCN 91019919, OCLC 24142853
- ——— (1992), Asimov Laughs Again, New York: HarperCollins Publishers, ISBN 978-0-0601-6826-1, LCCN 91058353, OCLC 24794920
- ——— (1994), I. Asimov: A Memoir (1. izd.), New York: Doubleday, ISBN 978-0-3854-1701-3, LCCN 93008644, OCLC 28215861 {{citation}}: Navzkrižje URL–ja in wikipovezave (pomoč)
- ——— (1995), Gold : The Final Science Fiction Collection, New York: HarperPrism, ISBN 978-0-0610-5206-4, OCLC 317741693
- ——— (1996),  Asimov, Stanley (ur.), Yours, Isaac Asimov, New York: Doubleday, ISBN 978-0-3854-7624-9, OCLC 37314128
- ——— (1997), Isaac Asimov on religion (v angleščini), Corvallis Secular Society, arhivirano iz prvotnega spletišča dne 27. novembra 2005
- ——— (2002),  Jeppson Asimov, Janet (ur.), It's Been a Good Life, Amherst, New York: Prometheus Books, ISBN 978-1-5739-2968-4, LCCN 2002020570, OCLC 48958177
- Dole, Stephen H.; ——— (15. september 2010), Planets for Man (v angleščini), RAND, arhivirano iz spletišča dne 14. julija 2010, pridobljeno 23. junija 2012
- ——— (20. oktober 2014), »Isaac Asimov Asks, 'How Do People Get New Ideas?'«, MIT Technology Review (v angleščini), arhivirano iz spletišča dne 1. aprila 2021, pridobljeno 1. aprila 2021
- ——— (27. december 2018), »35 years ago, Isaac Asimov was asked by the Star to predict the world of 2019. Here is what he wrote«, Toronto Star (v angleščini), arhivirano iz spletišča dne 26. februarja 2021, pridobljeno 14. marca 2021

## Pojavitve na televiziji, v glasbi in filmu
- I Robot, konceptualni album skupine The Alan Parsons Project, ki je pregledal nekaj dela Asimova
- The Last Word (1959)[42]:167, Avon 1980
- The Dick Cavett Show, štirje nastopi med 1968–71[42]:464, 520–521, 569–570
- The Nature of Things (1969)[192]
- prenos ABC News projekta Apollo 11 (1969), s Fredom Pohlom, intervju Roda Serlinga[193]
- program intervjujev Davida Frosta (avgust 1969). Frost je vprašal Asimova, če je kdaj poskušal poiskati boga. Po začetnem izogibanju je Asimov odgovoril: »Bog je veliko bolj inteligenten od mene – naj me poskuša najti.«[42]:502–503
- oddaja BBC Horizon »It's About Time« (1979), z voditeljem Dudleyjem Mooreom
- Target ... Earth? (1980)
- oddaja NBC The David Letterman Show (1980)[194]
- oddaja NBC TV Speaking Freely, intervju Edwina Newmana (1982)
- pogovorna oddaja ARTS Network z voditeljema Studsom Terklom in Calvinom Trillinom, (okoli 1982)
- Oltre New York (1986)[195]
- Voyage to the Outer Planets and Beyond (1986)[196]
- Gandahar (1987), francoski animirani znanstvenofantastični film Renéja Lalouxa. Asimov je napisal angleški prevod za film.[197][198]
- intervju Billa Moyersa (1988)[199]
- Stranieri in America (1988)[200]

## Priredbe del
- več njegovih zgodb (»The Dead Past«, »Sucker Bait«, »Satisfaction Guaranteed«, »Reason«, »Lažnivec!« (Liar!) in »Golo sonce« (The Naked Sun) so prilagodili kot televizijske igre za prve tri znanstvenofantastične (kasneje grozljivka) antologijske serije Out of the Unknown med letoma 1965 in 1969. Znano je, da le The Dead Past in Sucker Bait (obe iz prve serije) še vedno v celoti obstajata kot 16 mm telezapisa. Za Satisfaction Guaranteed in The Prophet (prirejeno iz »Reason«) obstajajo teleposnetki (telesnapi), kratki zvočni posnetki in videoposnetki, za Lažnivec! obstajajo samo produkcijske fotografije, kratki zvočni posnetki in video posnetki. Za Golo sonce obstajajo produkcijske fotografije in skoraj popolni zvočni posnetki.
- El robot embustero (1966), kratki film v režiji Antonia Lare de Gavilána, na osnovi krake zgodbe »Lažnivec!« (Liar!)
- A halhatatlanság halála (1977), TV film v režiji Andrása Rajnaija, na osnovi romana The End of Eternity
- The Ugly Little Boy (1977), kratki film v režiji Barryja Morsea in Donalda W. Thompsona, na osnovi novelete The Ugly Little Boy
- All the Troubles of the World (1978), kratki film v režiji Dianne Haak-Edson, na osnovi kratke zgodbe »All the Troubles of the World«
- The Last Alternative (1978), TV film v režiji Vladimirja Latysheva, na osnovi romana Golo sonce (The Naked Sun)
- The End of Eternity (1987), film v režiji Andreija Yermasha, na osnovi romana The End of Eternity
- Nightfall (1988), film v režiji Paula Mayersberga, na osnovi novelete »Nightfall«
- Robots (1988), film v režiji Douga Smitha in Kima Takala, na osnovi knjižne serije Robot
- Feeling 109 (1988), kratki film v režiji Richarda Kletterja, na osnovi zgodbe Asimova
- Teach 109 (1989), TV film v režiji Richarda Kletterja, na osnovi zgodbe Asimova (enako kot The Android Affair)
- The Android Affair (1995), TV film v režiji Richarda Kletterja, na osnovi zgodbe Asimova (enako kot Teach 109)
- Mojih 200 let (Bicentennial Man, 1999), film v režiji Chrisa Josepha Columbusa, na osnovi novelete »The Bicentennial Man« in romana The Positronic Man
- Nightfall (2000), film v režiji Gwyneth Gibby, na osnovi novelete »Nightfall«
- Jaz, robot (I, Robot, 2004), film v režiji Alexa Proyasa, na osnovi zamisli kratkih zgodb knjižne serije Robot
- Eagle Eye (2008), film v režiji D. J. Carusa, ohlapno na osnovi kratke zgodbe »All the Troubles of the World«
- Formula of Death (2012), TV film v režiji Behdada Avande Aminija, na osnovi romana The Death Dealers
- Spell My Name with an S (2014), kratki film v režiji Samuela Alija, na osnovi kratke zgodbe »Spell My Name with an S«
- Foundation (2021), TV serija, ki sta jo ustvarila David Samuel Goyer in Josh Friedman, na osnovi knjižne serije Foundation.[201]